# 하마
하마(학명: Hippopotamus amphibius, 河馬, 문화어: 물말)는 우제목/경우제목 하마과에 속한 대형 반수생 초식동물로, 사하라 사막 이남의 강·호수·습지 등지에 주로 서식한다. 순우리말로는 물뚱뚱이라고도 일컫는다. 하마속에서는 유일종이며, 하마과에서도 오로지 하마와 피그미하마(Choeropsis liberiensis) 2종만이 현존한다. 우리말 '하마'와 하마를 일컫는 영어 단어 히포포타머스(영어: Hippopotamus)는 모두 고대 그리스어로 '강에 사는 말'이라는 뜻인 히포포타모스(고대 그리스어: ἱπποπόταμος)에서 유래했다.
코끼리와 코뿔소에 이어 세 번째로 거대한 육상 포유류인 동시에 우제류 최대종이다. 신체적 특징과 생김새는 돼지와 흡사하지만 계통상 가장 가까운 친척은 고래하목에 속한 고래들로, 둘은 약 5,500만 년 전에 갈라져 나온 것으로 보인다. 체모가 거의 없고 원통형에 가까운 분홍색·보라색 몸에 아래위로 쩍 벌어지는 거대한 입과 주둥이, 묵직한 송곳니가 돋보이는 이빨, 짧지만 다부진 원기둥형 다리, 얼굴 크기에 비해 작은 눈과 짧은 귀, 그리고 끄트머리에 털이 수북히 자라 있는 짤막한 꼬리를 갖고 있다. 몸집이 매우 거대해서 수컷 평균 체중은 1,500kg, 암컷은 1,300kg에 달한다. 몸집에 비해 땅딸막하고 다리가 짧으나 단거리를 시속 30km로 달릴 수 있을 정도로 기민하다.
수중에서 생활하기에 적합하도록 진화된 몸으로 인해 아프리카의 강, 호수, 맹그로브 습지 등 물이 풍부한 곳을 거처로 삼으며 열대우림에서 사는 경우는 드물다. 수컷은 텃세가 강해 각자 일정한 물테를 영역으로 삼고 암컷 5-30마리와 그 새끼들을 거느린다. 교미와 출산은 모두 물 속에서 성사된다. 뜨거운 낮 동안은 물이나 진흙에서 몸을 식히거나 담수에 자라는 마풀을 먹고, 주로 땅거미가 질 때 육지로 나와서 강가에 자란 풀을 뜯어먹는다. 초식성으로 여겨지지만 육식을 즐기기도 한다. 물 속에서는 무리지어 있지만 먹이는 각자가 흩어져서 섭취하며, 육상에서는 별다른 텃세를 부리지 않는다. 하마는 사회적 동물로 무리 내에서 활발한 의사소통이 이루어지며, 입을 크게 벌려 하품을 하는 비음성적 표현이 가장 잘 알려져 있다.
하마가 속한 하마과 및 하마속은 플리오세 전기 무렵에 처음 발생하여 유럽하마·난쟁이하마·시칠리아하마·몰타하마·키프로스난쟁이하마·크레타난쟁이하마 등 다양한 종류의 포유류들이 나타났으며, 아프리카에 수많은 화석 기록을 남기고 서아시아와 유럽 등지까지도 진출했지만 플라이스토세의 간빙기와 홀로세를 거치면서 모두 멸종하여 하마와 피그미하마만이 현존한다.
초식동물이지만 공격적인 성향이 강한 동물로, 자신의 영역을 침범하는 모습이 보이면 곧바로 습격한다. 사납고 돌발적인 성질 때문에 세계에서 가장 위험한 동물 가운데 하나로 통하나, 동시에 서식지 파괴, 상아·고기를 얻기 위한 밀렵으로 인해 위협을 받고 있다. 하마는 본래 나일강 하류와 삼각주에서도 모습을 볼 수 있었으나 지금은 해당 지역에서 절멸하고 중남부 아프리카에서만 찾아볼 수 있지만, 백나일강과 청나일강 등 상류 지역에서는 여전히 모습을 볼 수 있다. 아프리카 밖에서는 사육하던 개체가 스스로 번식하여 자체적으로 남아메리카의 마그달레나강 유역에서 중소 규모 개체군을 이루었다.
현재 하마는 전 세계에 약 115,000-130,000마리가 생존해 있으며 IUCN 적색 목록에서는 취약종 등급으로 분류된다.

## 어원
하마(河馬)라는 낱말은 뜻풀이하면 "강(강 하, 河)에 사는 말(말 마, 馬)"이라는 뜻으로, 현재는 거의 사어가 된 속된 표현으로 물 속에 있는 뚱뚱한 동물이라는 뜻의 물뚱뚱이가 있다. 영어와 라틴어로 하마를 칭하는 단어는 히포포타머스(Hippopotamus)로, 이는 고대 그리스어인 히포포타모스(고대 그리스어: ἱπποπόταμος)에서 따 왔는데, 이 단어들이 지닌 뜻은 모두 한국어 표현과 같은 "강의 말"이다.

## 분류와 기원

### 분류
하마과에 속한 생물 가운데서는 오로지 현생 하마와 피그미하마만이 현시대에 남아 있으며, 두 동물은 속이 서로 달라 하마는 현재 하마속의 유일종이다. 하마는 현용하는 계통 분류 체계에서는 여타 우제류와 같은 우제목에 속해 있다.:39–40 또한, 지리적 분포, 두개골을 비롯한 형태적 이형성을 기준으로 해서 5가지 아종이 기록되고 있다.:3

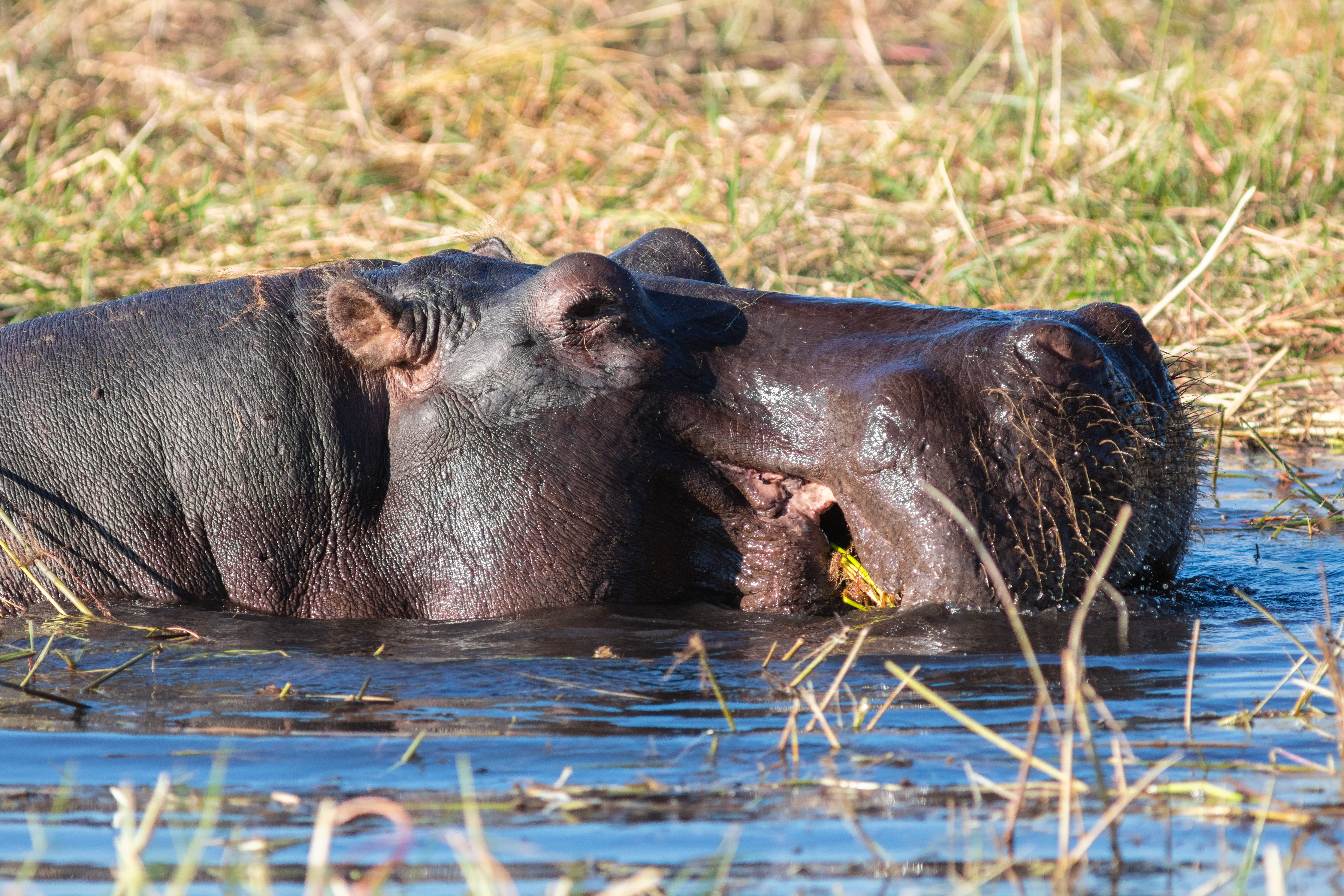
하마 머리

- 하마 (H. a. amphibius) – 모식아종으로, 서쪽으로는 감비아·동쪽으로는 에티오피아·남쪽으로는 모잠비크까지 이르는 넓은 권역에 분포하며, 지금은 절멸했으나 한때 북쪽으로는 이집트까지 분포하고 있었다. 두개골의 안와가 비교적 작고, 등 쪽이 좀더 돌출되어 있으며, 아래턱이 길고 이빨이 다른 아종들보다 더 크다.
- 동아프리카하마 (H. a. kiboko) - 케냐·소말리아에 분포한다. 몸 빛깔이 다른 아종들에 비해 연한 편에 몸집이 작으며 콧구멍이 더 넓다. 또한 주둥이가 긴 편이고 안와가 좀더 돌출된 모양새를 하고 있다.
- 남아프리카하마 (H. a. capensis) - 잠비아·남아프리카공화국 등지에 분포하며, 타 아종들과 견주어 안와가 눈에 띄게 넓다.
- 차드하마 (H. a. tschadensis) - 차드·니제르에 분포한다. 얼굴이 넓고 안와의 모양새가 또렷하며, 좀더 정면 쪽을 바라보도록 패여 있다.
- 콩고하마 (H. a. constrictus) - 콩고민주공화국에서 앙골라·나미비아까지 이르는 지역에 분포한다. 두개골의 안와 주변이 두껍고 주둥이가 좁으며 등이 가장 평평하다. 또하 아래턱과 이빨이 비교적 작다.

단, 각 아종들의 형태 사이에는 지극히 미미한 격차만이 관찰됐고, 표본과 자료 자체도 충분한 공신력을 획득하지 못해, 이와 같이 세세하게 나뉜 아종 분류는 현장에서 사용되지 않는다.:2 그러나 피부조직 검사를 통한 미토콘드리아 DNA 분석을 동원하여 연구를 진행한 결과 모식아종과 남아프리카하마, 동아프리카하마에서는 아종 간의 유전적 차이가 관찰되었다.

### 진화

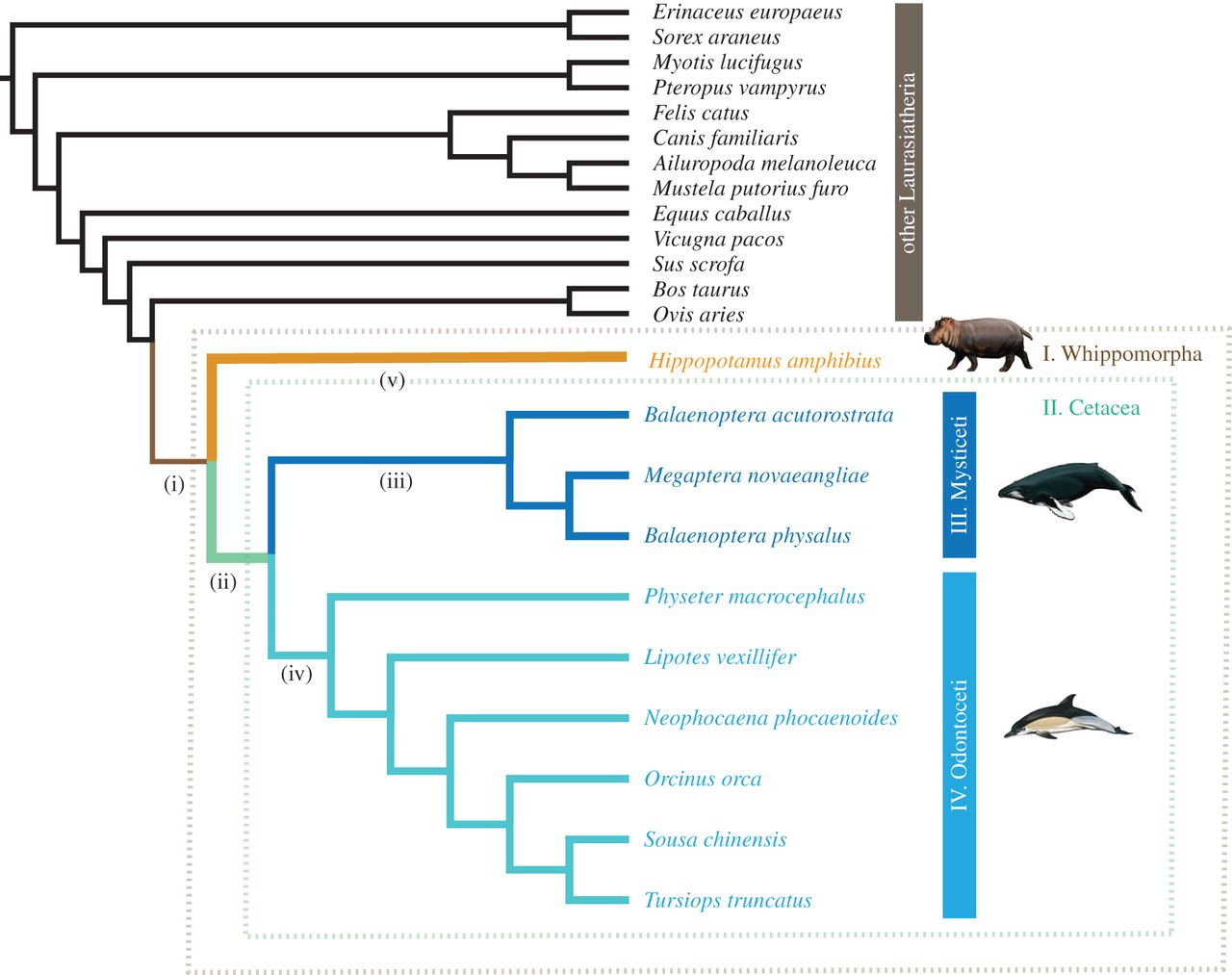
하마와 고래하목(고래·돌고래)과의 유전적 관계를 나타낸 도표

과거 하마는 돼지와 유전적 관계가 깊은 것으로 여겨졌다. 그 주된 이유는 돼지와 하마의 어금니 형태에서 유사성이 보였기 때문이었다. 하지만 혈장 단백질 검사, 분자 계통유전학 연구, DNA 연구, 화석기록 연구 등 여러 연구를 통하여 하마와 가장 가까운 친척은 고래 종류인 것이 밝혀졌다. 현재는 하마와 고래가 가진 공통된 조상 생물이 반추류에서 떨어져 나온 것으로 여겨진다. 하마가 속한 우제류의 분화는 다음 계통도와 같다.
다음은 2009년 스폴딩(Spaulding) 등의 연구에 기초한 계통 분류이다.

|  | 페커리과 |
|  |          |
|  | 멧돼지과 |
|  |          |

|  | 사슴과                                              |
|  |                                                     |
|  | \| \| 소과 \| \| \| \| \| \| 사향노루과 \| \| \| \| |
|  |                                                     |
|  | 소과                                                |
|  |                                                     |
|  | 사향노루과                                          |
|  |                                                     |

|  | 소과       |
|  |            |
|  | 사향노루과 |
|  |            |

|  | 사슴과                                              |
|  |                                                     |
|  | \| \| 소과 \| \| \| \| \| \| 사향노루과 \| \| \| \| |
|  |                                                     |
|  | 소과                                                |
|  |                                                     |
|  | 사향노루과                                          |
|  |                                                     |

|  | 소과       |
|  |            |
|  | 사향노루과 |
|  |            |

|  | 사슴과                                              |
|  |                                                     |
|  | \| \| 소과 \| \| \| \| \| \| 사향노루과 \| \| \| \| |
|  |                                                     |
|  | 소과                                                |
|  |                                                     |
|  | 사향노루과                                          |
|  |                                                     |

|  | 소과       |
|  |            |
|  | 사향노루과 |
|  |            |

|  | 사슴과                                              |
|  |                                                     |
|  | \| \| 소과 \| \| \| \| \| \| 사향노루과 \| \| \| \| |
|  |                                                     |
|  | 소과                                                |
|  |                                                     |
|  | 사향노루과                                          |
|  |                                                     |

|  | 소과       |
|  |            |
|  | 사향노루과 |
|  |            |

|  | 하마과 |
|  |        |
|  | 고래류 |
|  |        |

|  | 사슴과                                              |
|  |                                                     |
|  | \| \| 소과 \| \| \| \| \| \| 사향노루과 \| \| \| \| |
|  |                                                     |
|  | 소과                                                |
|  |                                                     |
|  | 사향노루과                                          |
|  |                                                     |

|  | 소과       |
|  |            |
|  | 사향노루과 |
|  |            |

|  | 사슴과                                              |
|  |                                                     |
|  | \| \| 소과 \| \| \| \| \| \| 사향노루과 \| \| \| \| |
|  |                                                     |
|  | 소과                                                |
|  |                                                     |
|  | 사향노루과                                          |
|  |                                                     |

|  | 소과       |
|  |            |
|  | 사향노루과 |
|  |            |

|  | 사슴과                                              |
|  |                                                     |
|  | \| \| 소과 \| \| \| \| \| \| 사향노루과 \| \| \| \| |
|  |                                                     |
|  | 소과                                                |
|  |                                                     |
|  | 사향노루과                                          |
|  |                                                     |

|  | 소과       |
|  |            |
|  | 사향노루과 |
|  |            |

|  | 사슴과                                              |
|  |                                                     |
|  | \| \| 소과 \| \| \| \| \| \| 사향노루과 \| \| \| \| |
|  |                                                     |
|  | 소과                                                |
|  |                                                     |
|  | 사향노루과                                          |
|  |                                                     |

|  | 소과       |
|  |            |
|  | 사향노루과 |
|  |            |

|  | 하마과 |
|  |        |
|  | 고래류 |
|  |        |

|  | 페커리과 |
|  |          |
|  | 멧돼지과 |
|  |          |

|  | 사슴과                                              |
|  |                                                     |
|  | \| \| 소과 \| \| \| \| \| \| 사향노루과 \| \| \| \| |
|  |                                                     |
|  | 소과                                                |
|  |                                                     |
|  | 사향노루과                                          |
|  |                                                     |

|  | 소과       |
|  |            |
|  | 사향노루과 |
|  |            |

|  | 사슴과                                              |
|  |                                                     |
|  | \| \| 소과 \| \| \| \| \| \| 사향노루과 \| \| \| \| |
|  |                                                     |
|  | 소과                                                |
|  |                                                     |
|  | 사향노루과                                          |
|  |                                                     |

|  | 소과       |
|  |            |
|  | 사향노루과 |
|  |            |

|  | 사슴과                                              |
|  |                                                     |
|  | \| \| 소과 \| \| \| \| \| \| 사향노루과 \| \| \| \| |
|  |                                                     |
|  | 소과                                                |
|  |                                                     |
|  | 사향노루과                                          |
|  |                                                     |

|  | 소과       |
|  |            |
|  | 사향노루과 |
|  |            |

|  | 사슴과                                              |
|  |                                                     |
|  | \| \| 소과 \| \| \| \| \| \| 사향노루과 \| \| \| \| |
|  |                                                     |
|  | 소과                                                |
|  |                                                     |
|  | 사향노루과                                          |
|  |                                                     |

|  | 소과       |
|  |            |
|  | 사향노루과 |
|  |            |

|  | 하마과 |
|  |        |
|  | 고래류 |
|  |        |

|  | 사슴과                                              |
|  |                                                     |
|  | \| \| 소과 \| \| \| \| \| \| 사향노루과 \| \| \| \| |
|  |                                                     |
|  | 소과                                                |
|  |                                                     |
|  | 사향노루과                                          |
|  |                                                     |

|  | 소과       |
|  |            |
|  | 사향노루과 |
|  |            |

|  | 사슴과                                              |
|  |                                                     |
|  | \| \| 소과 \| \| \| \| \| \| 사향노루과 \| \| \| \| |
|  |                                                     |
|  | 소과                                                |
|  |                                                     |
|  | 사향노루과                                          |
|  |                                                     |

|  | 소과       |
|  |            |
|  | 사향노루과 |
|  |            |

|  | 사슴과                                              |
|  |                                                     |
|  | \| \| 소과 \| \| \| \| \| \| 사향노루과 \| \| \| \| |
|  |                                                     |
|  | 소과                                                |
|  |                                                     |
|  | 사향노루과                                          |
|  |                                                     |

|  | 소과       |
|  |            |
|  | 사향노루과 |
|  |            |

|  | 사슴과                                              |
|  |                                                     |
|  | \| \| 소과 \| \| \| \| \| \| 사향노루과 \| \| \| \| |
|  |                                                     |
|  | 소과                                                |
|  |                                                     |
|  | 사향노루과                                          |
|  |                                                     |

|  | 소과       |
|  |            |
|  | 사향노루과 |
|  |            |

|  | 하마과 |
|  |        |
|  | 고래류 |
|  |        |

|  | 페커리과 |
|  |          |
|  | 멧돼지과 |
|  |          |

|  | 사슴과                                              |
|  |                                                     |
|  | \| \| 소과 \| \| \| \| \| \| 사향노루과 \| \| \| \| |
|  |                                                     |
|  | 소과                                                |
|  |                                                     |
|  | 사향노루과                                          |
|  |                                                     |

|  | 소과       |
|  |            |
|  | 사향노루과 |
|  |            |

|  | 사슴과                                              |
|  |                                                     |
|  | \| \| 소과 \| \| \| \| \| \| 사향노루과 \| \| \| \| |
|  |                                                     |
|  | 소과                                                |
|  |                                                     |
|  | 사향노루과                                          |
|  |                                                     |

|  | 소과       |
|  |            |
|  | 사향노루과 |
|  |            |

|  | 사슴과                                              |
|  |                                                     |
|  | \| \| 소과 \| \| \| \| \| \| 사향노루과 \| \| \| \| |
|  |                                                     |
|  | 소과                                                |
|  |                                                     |
|  | 사향노루과                                          |
|  |                                                     |

|  | 소과       |
|  |            |
|  | 사향노루과 |
|  |            |

|  | 사슴과                                              |
|  |                                                     |
|  | \| \| 소과 \| \| \| \| \| \| 사향노루과 \| \| \| \| |
|  |                                                     |
|  | 소과                                                |
|  |                                                     |
|  | 사향노루과                                          |
|  |                                                     |

|  | 소과       |
|  |            |
|  | 사향노루과 |
|  |            |

|  | 하마과 |
|  |        |
|  | 고래류 |
|  |        |

|  | 사슴과                                              |
|  |                                                     |
|  | \| \| 소과 \| \| \| \| \| \| 사향노루과 \| \| \| \| |
|  |                                                     |
|  | 소과                                                |
|  |                                                     |
|  | 사향노루과                                          |
|  |                                                     |

|  | 소과       |
|  |            |
|  | 사향노루과 |
|  |            |

|  | 사슴과                                              |
|  |                                                     |
|  | \| \| 소과 \| \| \| \| \| \| 사향노루과 \| \| \| \| |
|  |                                                     |
|  | 소과                                                |
|  |                                                     |
|  | 사향노루과                                          |
|  |                                                     |

|  | 소과       |
|  |            |
|  | 사향노루과 |
|  |            |

|  | 사슴과                                              |
|  |                                                     |
|  | \| \| 소과 \| \| \| \| \| \| 사향노루과 \| \| \| \| |
|  |                                                     |
|  | 소과                                                |
|  |                                                     |
|  | 사향노루과                                          |
|  |                                                     |

|  | 소과       |
|  |            |
|  | 사향노루과 |
|  |            |

|  | 사슴과                                              |
|  |                                                     |
|  | \| \| 소과 \| \| \| \| \| \| 사향노루과 \| \| \| \| |
|  |                                                     |
|  | 소과                                                |
|  |                                                     |
|  | 사향노루과                                          |
|  |                                                     |

|  | 소과       |
|  |            |
|  | 사향노루과 |
|  |            |

|  | 하마과 |
|  |        |
|  | 고래류 |
|  |        |

|  | 페커리과 |
|  |          |
|  | 멧돼지과 |
|  |          |

|  | 사슴과                                              |
|  |                                                     |
|  | \| \| 소과 \| \| \| \| \| \| 사향노루과 \| \| \| \| |
|  |                                                     |
|  | 소과                                                |
|  |                                                     |
|  | 사향노루과                                          |
|  |                                                     |

|  | 소과       |
|  |            |
|  | 사향노루과 |
|  |            |

|  | 사슴과                                              |
|  |                                                     |
|  | \| \| 소과 \| \| \| \| \| \| 사향노루과 \| \| \| \| |
|  |                                                     |
|  | 소과                                                |
|  |                                                     |
|  | 사향노루과                                          |
|  |                                                     |

|  | 소과       |
|  |            |
|  | 사향노루과 |
|  |            |

|  | 사슴과                                              |
|  |                                                     |
|  | \| \| 소과 \| \| \| \| \| \| 사향노루과 \| \| \| \| |
|  |                                                     |
|  | 소과                                                |
|  |                                                     |
|  | 사향노루과                                          |
|  |                                                     |

|  | 소과       |
|  |            |
|  | 사향노루과 |
|  |            |

|  | 사슴과                                              |
|  |                                                     |
|  | \| \| 소과 \| \| \| \| \| \| 사향노루과 \| \| \| \| |
|  |                                                     |
|  | 소과                                                |
|  |                                                     |
|  | 사향노루과                                          |
|  |                                                     |

|  | 소과       |
|  |            |
|  | 사향노루과 |
|  |            |

|  | 하마과 |
|  |        |
|  | 고래류 |
|  |        |

|  | 사슴과                                              |
|  |                                                     |
|  | \| \| 소과 \| \| \| \| \| \| 사향노루과 \| \| \| \| |
|  |                                                     |
|  | 소과                                                |
|  |                                                     |
|  | 사향노루과                                          |
|  |                                                     |

|  | 소과       |
|  |            |
|  | 사향노루과 |
|  |            |

|  | 사슴과                                              |
|  |                                                     |
|  | \| \| 소과 \| \| \| \| \| \| 사향노루과 \| \| \| \| |
|  |                                                     |
|  | 소과                                                |
|  |                                                     |
|  | 사향노루과                                          |
|  |                                                     |

|  | 소과       |
|  |            |
|  | 사향노루과 |
|  |            |

|  | 사슴과                                              |
|  |                                                     |
|  | \| \| 소과 \| \| \| \| \| \| 사향노루과 \| \| \| \| |
|  |                                                     |
|  | 소과                                                |
|  |                                                     |
|  | 사향노루과                                          |
|  |                                                     |

|  | 소과       |
|  |            |
|  | 사향노루과 |
|  |            |

|  | 사슴과                                              |
|  |                                                     |
|  | \| \| 소과 \| \| \| \| \| \| 사향노루과 \| \| \| \| |
|  |                                                     |
|  | 소과                                                |
|  |                                                     |
|  | 사향노루과                                          |
|  |                                                     |

|  | 소과       |
|  |            |
|  | 사향노루과 |
|  |            |

|  | 하마과 |
|  |        |
|  | 고래류 |
|  |        |

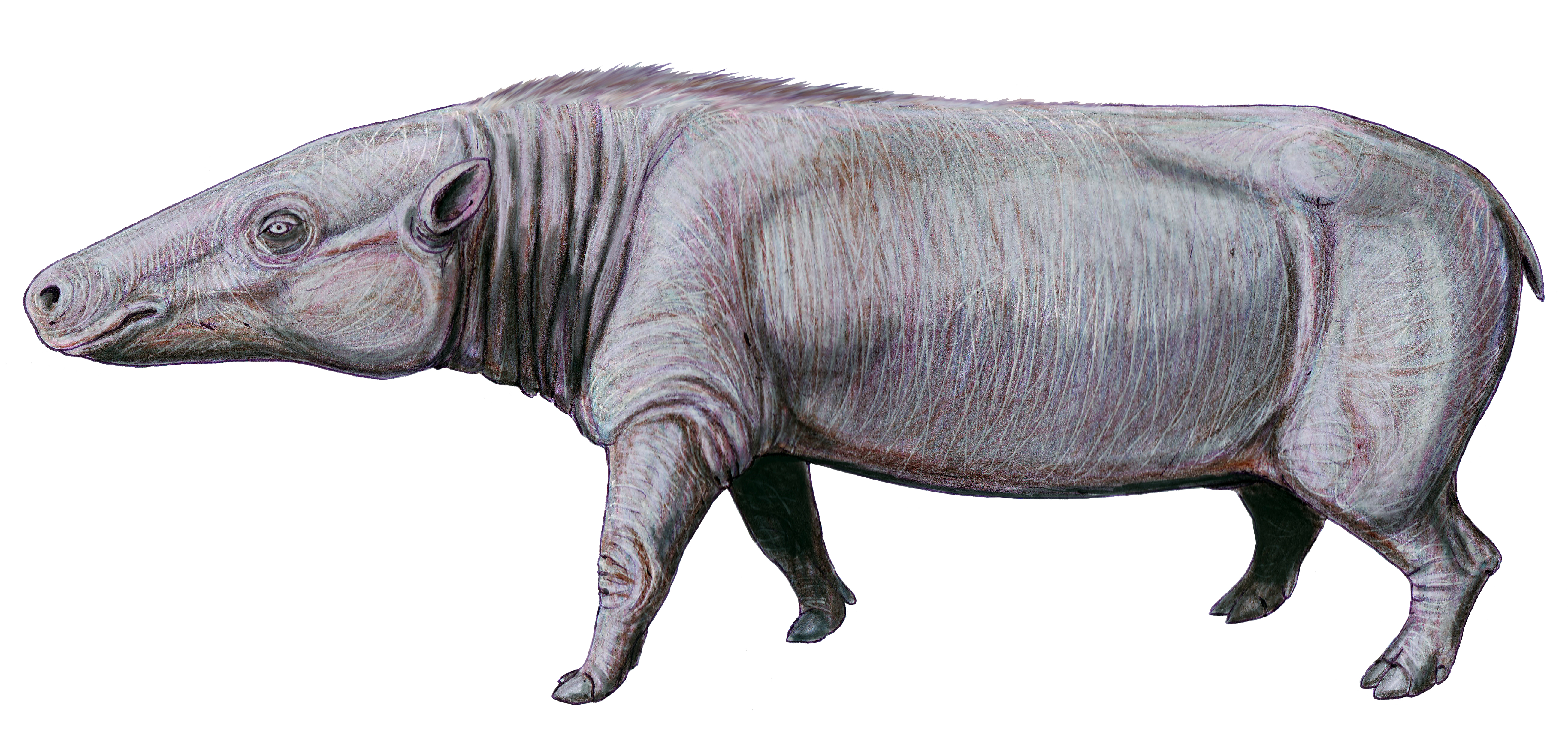
올리고세의 유럽에서 살던 안트라코테리움 마그눔(Anthracotherium magnum)

하마의 기원을 다룬 가장 최근 연구에 따르면 하마와 고래는 6,000만 년 전 우제류에서 떨어져나온 반수생 동물을 공통 조상으로 두었을 것으로 보인다. 연구에서는 또 이 공통 조상이 5,400만 년 전 다시 두 갈래로 쪼개져서 각각 하마와 고래로 진화한 것이라고 부연한다. 현생 고래의 조상뻘이 된 갈래는 약 5,200만 년 전에 파키케투스를 비롯한 고대고래아목으로 진화하고, 육지에서 다시 바다로 터전을 옮긴다. 한편 하마의 조상뻘이 된 갈래에서는 에오세 말기에 원시 하마라고 할 수 있는 안트라코테리움과(Anthracotheres) 동물들이 나타났다. 안트라코테리움 종류는 현대의 하마와는 달리 앞뒤로 늘씬하고 머리와 턱, 주둥이가 비교적 협소했다. 이 가운데 몇몇이 하마과로 분화되어 나오고, 플리오세를 거쳐 가면서 안트라코테리움과는 멸종하여 적손을 남기지 못했고, 하마과 생물만이 살아남았다.
이 하마의 조상 생물들은 한때 유라시아와 아프리카에서 번성했고, 에오세와 올리고세를 거치면서 안트라코테리움·엘로메릭스가, 마이오세에서 메리코포타무스·리비코사우루스가 나타났고, 플리오세에서 그 계통이 끊겼다. 한편 동아프리카에서는 에피리게니스라는 또다른 종의 화석이 발견되었는데, 이 동물은 아시아에 살던 안트라코테리움 종류의 후손뻘이자 현생 하마와는 항렬이 같은 자매군 관계에 있는 동물로서, 약 3,500만 년 전 현생 하마의 조상이 아시아로부터 아프리카로 건너온 것이 아닐까 하는 학설을 만들어냈다. 하마과에서 가장 먼저 나타난 것으로 보이는 하마 종류는 케냐에서 발견되어 케냐포타무스란 이름이 붙은 속의 생물들로, 약 1,500-900만 년 전에 출현했다. 하마와 피그미하마를 아우르는 하마과 동물들은 유라시아 및 아프리카를 통틀어 번성했고, 현시대 하마의 직계 조상으로 강력히 추정되는 생물은 750-180만 년 전에 중동과 아프리카 지방에 살았던 아르케오포타무스다. 이후 플라이스토세 중기 끝무렵에 이르러 현생 하마가 나타나게 된다.

### 멸종된 종류

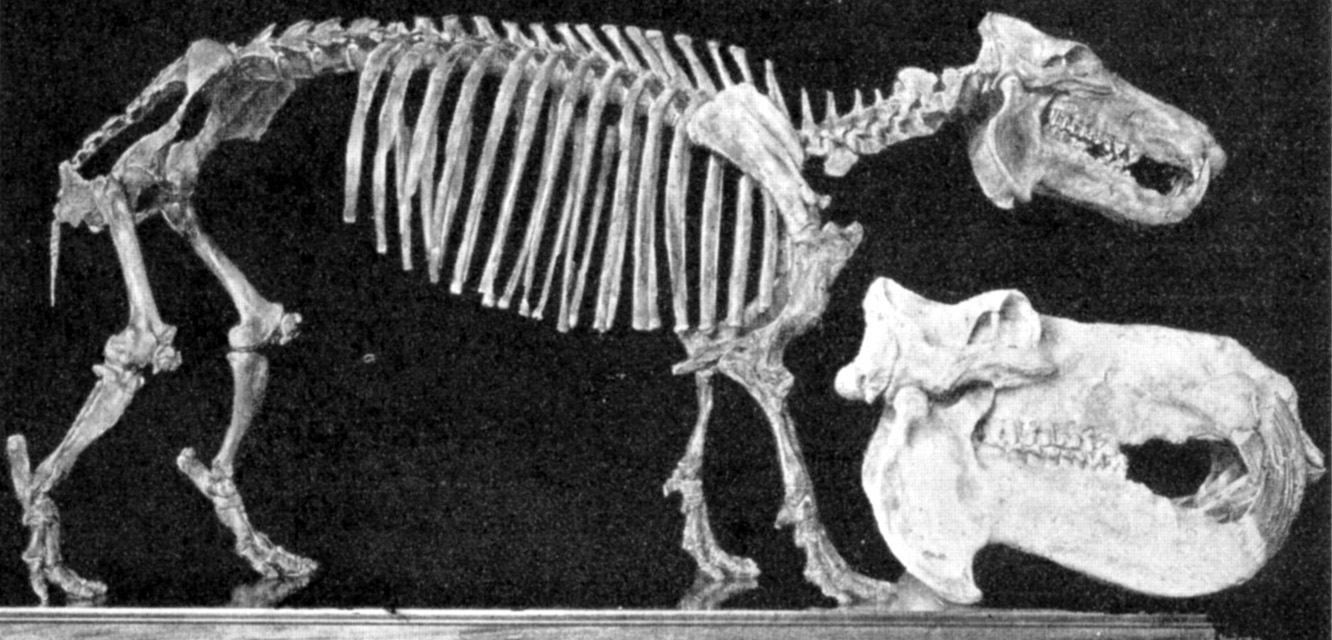
마다가스카르난쟁이하마(Hippopotamus madagascariensis)의 골격(위쪽)과 현생 하마의 두개골(아래쪽)

마다가스카르를 터전으로 하던 난쟁이하마 3종은 홀로세를 거치면서 멸종했다. 마다가스카르 섬의 하마 종류는 섬의 왜소 발육화에 영향을 받았는지 현생 하마보다 훨씬 작고 아담했다. 화석 자료들을 볼 때, 인간의 활발한 수렵 활동이 이 하마들의 멸종을 부추겼을 것으로 보인다. 하지만 1976년 현지인들이 마다가스카르하마 종류로 추정되는 동물의 모습을 목격한 것이 기록되어 있는 것으로 보아, 그때까지는 말예 격에 해당하는 어떤 고립종이 외딴 곳에 살아 있었을 가능성도 있다.
한편 유럽하마(Hippopotamus antiquus)는 초-중기 플라이스토세 유럽 전역에서 서식하고 있던 종으로 평균 추정 몸무게가 3.2t에 달하는 거대종으로, 플라이스토세 말기로 접어들 무렵 현생 하마가 나타나자 자취를 감췄다. 또 플라이스토세에서는 지중해 근역에서 현생 하마보다 몸집이 작은 하마 종류가 나타나기 시작했는데, 여기에는 크레타에서 살던 크레타난쟁이하마(H. creutzburgi)·키프로스에 나타난 키프로스난쟁이하마(H. minor)·몰타에 살던 몰타하마(H. melitensis)·시칠리아에 살던 시칠리아하마(H. pentlandi) 등이 속한다. 이 중 키프로스난쟁이하마는 홀로세 초기까지 명맥을 이어 갔다. 남서쪽 반도에 위치한 리마솔 인근 아에토크렘노스 유적에서 그 증거가 발견되었고, 이들이 인류와의 접촉으로 인해 멸종했는지, 인류와 접촉이 이루어지기는 했는지는 여전히 학설이 분분한 논젯거리다. 아무튼 유라시아에서 살던 하마의 친척뻘 생물들은 50,000-16,000년 전 모두 없어졌다.

## 형태적 특성

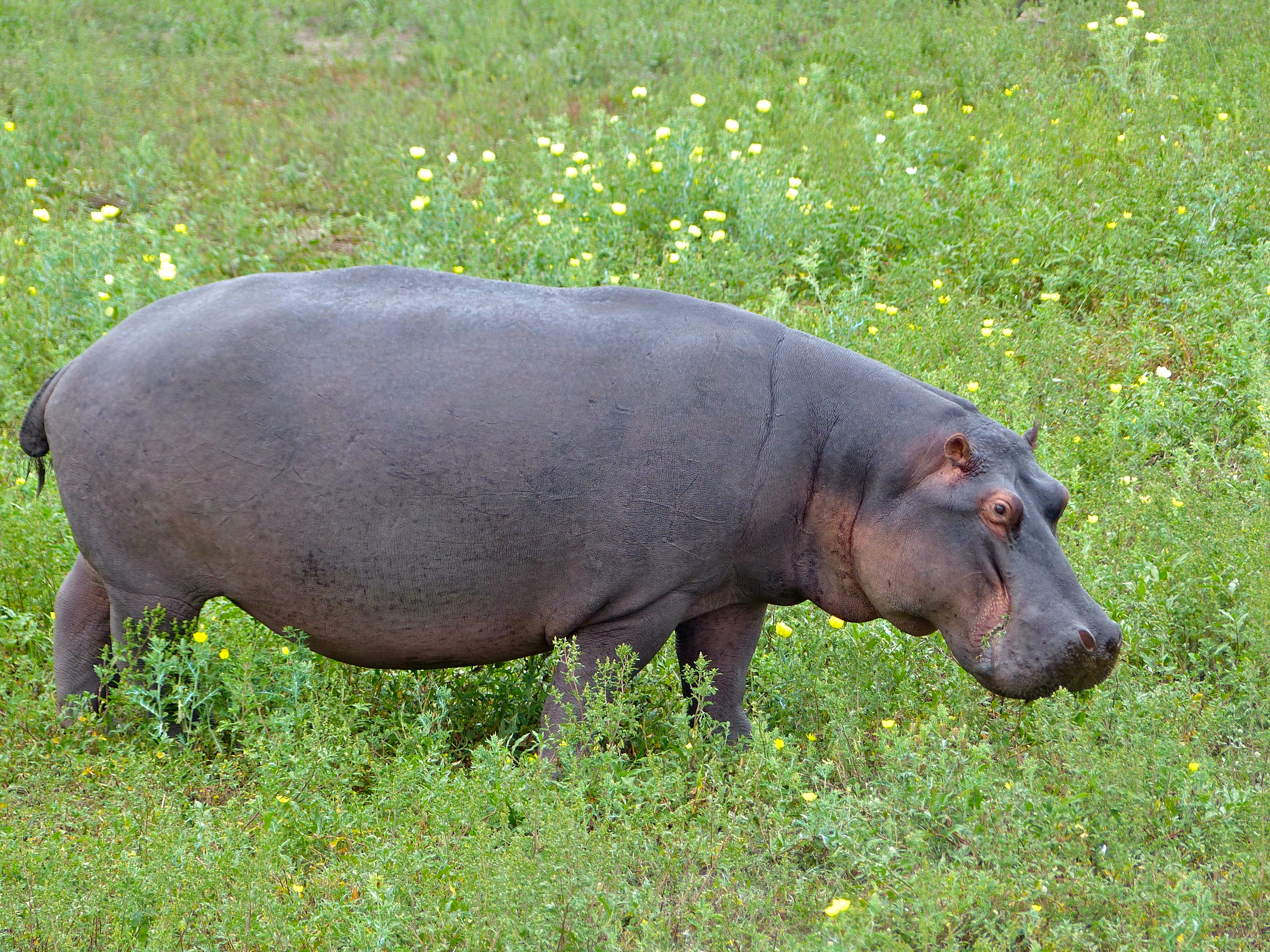
남아프리카공화국 크루거 국립공원에서 포착된 하마

하마는 육지동물 가운데 코끼리 종류와 코뿔소 종류 다음 가는 거대한 동물로서, 우제류에서도 단연 으뜸가는 크기로 성장한다. 장성한 개체를 기준으로 평균 수컷 몸무게는 1,480kg에 육박하며, 암컷 몸무게는 1,365kg에 달한다. 수컷이 암컷보다 더 크게 자라는 경향을 보이며, 기록된 개체 가운데 가장 컸던 수컷은 몸무게가 2,660kg에 달했다. 또한 하마의 몸길이는 꼬리까지 합쳐서 2.90-5.05m에 이르며, 꼬리 길이는 35-65cm, 어깨까지 높이는 1.30-1.65cm로 계측된다. 이 역시 수컷이 1.40-1.65m, 암컷이 1.30-1.45m로 수컷 쪽에서 더 큰 수치가 기록됐다. 수컷 하마는 한살이 동안 끊임없이 성장하나, 암컷 하마는 생후 25년에 달하면 더 성장하지 않는다. 가장 흔하고 전형적이라 할 수 있는 개체들은 대개 몸길이가 3.3-3.45m에 어깨높이 1.4m이다.
몸이 원통형으로 포동포동하고 길쭉한 하마는 꼬리가 짧고 다리는 굵지만 땅딸막하며, 머리는 두꺼운 모래시계처럼 중간이 조금 오목하고 위아래가 넓으며, 주둥이는 길다.:3, 19 골격은 육중한 체중을 지탱하고 걸어다니기에 좋도록 다부지게 되어 있다.:8 발가락은 네 개에 각각 끝에 발굽이 있고, 발가락 사이로는 물갈퀴와 비슷한 작은 피막이 있다. 골밀도가 크고 몸의 무게중심이 낮아서, 하마는 물 속에 가라앉은 다음 물바닥을 박차고 움직인다. 또한, 하마의 골반은 섰을 때 45도 각도로 뉘여 있고,:9 물 속에서 주로 생활하는 까닭에 체중 부담이 적어져서 다른 거대동물들에 비해 다리가 비교적 짧다. 하지만 지상에서도 달려서 이동할 수 있으며, 유사 시에 시속 30km의 속력을 낼 수 있다. 뜀뛰기는 할 수 없지만, 가파른 강기슭 따위를 맞닥뜨렸을 때 기어 올라갈 수 있다. 뚱뚱하고 곡선적인 외견을 갖고 있지만 지방량은 적다.:3 주둥이와 꼬리에는 억센 털갈기가 있다.

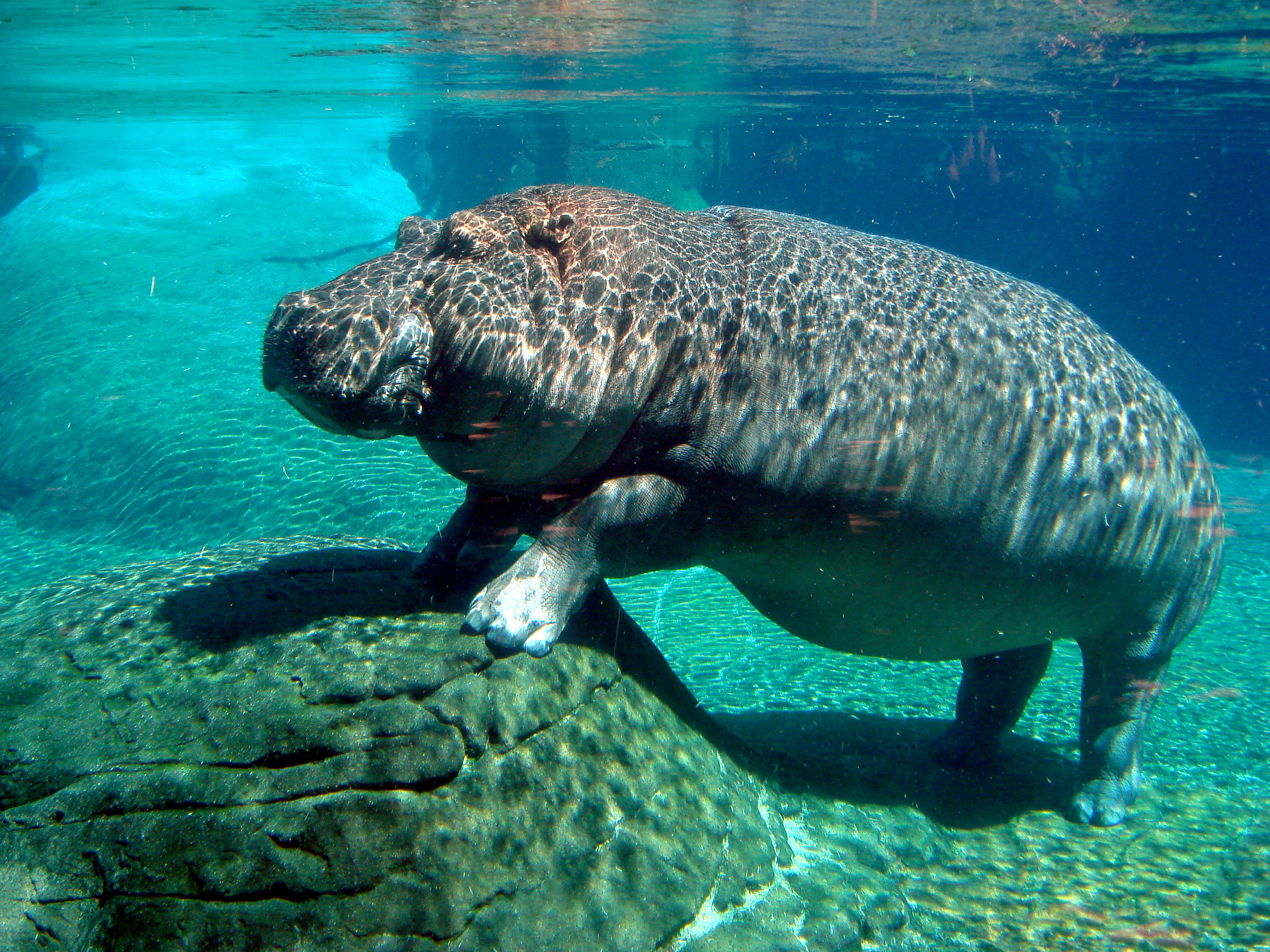
잠수하는 하마, 샌디에이고 동물원

하마 피부는 털이 거의 없으며 두께가 약 6cm이다.:260 몸 빛깔로는 주로 매우 탁한 분홍색에서 회색을 머금은 보라색 등 짙은 적색 계통의 빛깔을 띠며, 주로 등 쪽으로 갈수록 빛깔이 어두워지며 배와 귀, 눈 쪽으로 갈수록 살구색에 가까워진다.:260 피부에서는 자외선을 차단할 수 있는 물질을 분비하며, 붉게 흘러내리는 질감 때문에 피가 섞인 땀을 흘리는 것처럼 보이지만, 실제로는 양쪽 모두 아니다. 처음에는 무색 투명하던 분비물은 가면 갈수록 다홍색을 거쳐 갈색에 가까워진다. 이 분비물에서는 붉은색 히포수도르산과 주황색 노르히포수도르산이라는 강산성 색소 두 가지가 검출되며, 이 성분은 박테리아 따위의 병원균의 감염을 억제하고 빛을 흡수해 자외선을 차단한다. 모든 하마가 식성과 관계없이 분비물을 흘리기 때문에 먹이로부터 만들어내는 성분은 아니며, 아미노산 티로신과 같은 단백질 전구체에 의해 생합성되는 것으로 보인다. 하마가 물 밖에 너무 오래 나와 있으면 분비물도 피부가 갈라지고 트는 것을 막아 주진 못한다.
수컷의 고환은 완전히 내려오는 형태가 아니며 음낭도 없으며, 음경은 발기하지 않고 있으면 신체 내부로 말려들어간다. 암컷의 질은 뚜렷하게 돌출되어 있고, 외음부에 용도 불명의 게실 두 개가 크게 튀어나와 있는 것이 특징이다.:28–29

### 머리와 두개골

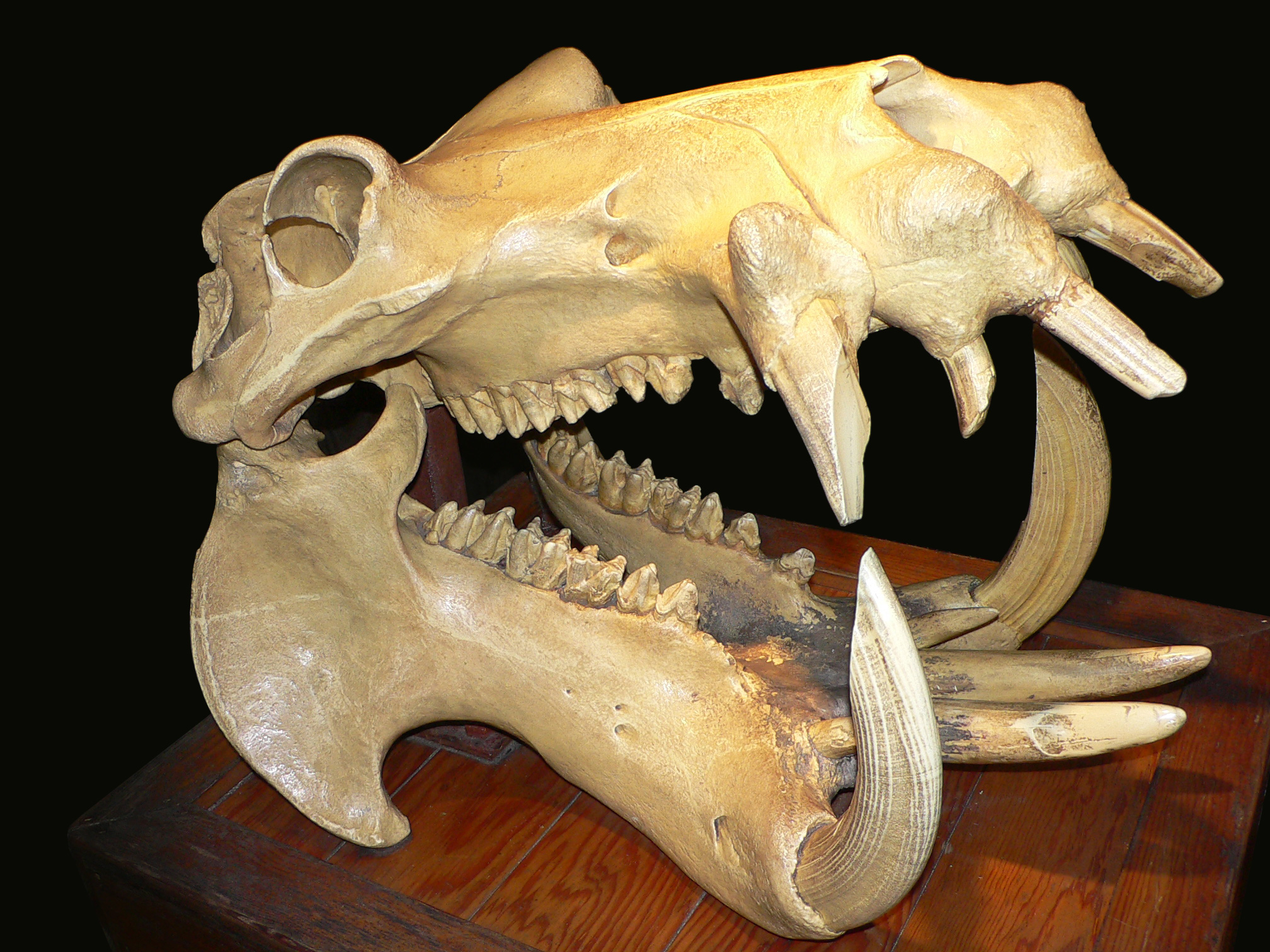
커다란 송곳니와 앞니가 특징적인 하마의 두개골

하마는 두개골이 특히 크고 무거운 동물이다. 수컷 하마의 두개골 길이가 63.5-77.0cm, 광대뼈 폭 36.8-48.3cm, 높이가 17.4-22.2cm에 달하며, 암컷 하마의 두개골은 그보다 좀더 작은 길이 57.7-69,0cm, 광대뼈 폭 32.4-41.1cm, 높이 16.7-20.0cm의 크기를 갖는다. 또한, 튼튼한 아래턱뼈는 뇌머리뼈보다 무거우며 그 길이는 39.8-62.0cm에 이른다. 개체마다 치아가 36-40개에 달하며 치열은 2.1.3-4.32.1.3-4.3이다. 반수생 생활에 적응한 동물답게 머리에서 눈·귀·콧구멍이 높은 곳에 자리잡고 있어서, 몸뚱이가 물 속에 잠긴 상태에서도 얼굴의 공혈(孔穴)들은 모두 수면 위에 뜬다.:259 하마가 잠수할 때 콧구멍과 귀는 근육으로 닫히고, 눈은 깜박막이 가려 준다.:4, 116 시상능과 안와가 모두 융기하고 있어 두개골 위쪽은 W자 모양으로 기복진 골을 만드는데, 하마는 안와의 위치가 이마보다 5.5cm 가량 높아 이 선이 위쪽을 향하는 반면 피그미하마는 그보다 좀더 낮고 기복도 적어 완만히 아래쪽을 향한다. 또한 이마뼈가 코뼈와 접하지 않고, 그 자리를 크게 발달된 눈물뼈가 차지한다.
하마는 반수생 생물이지만 헤엄을 치는 솜씨는 신통치 않고, 물 위에 뜨지도 않는다. 그래서 하마가 깊은 물까지 들어가는 일은 잘 없으며, 물 속에 잠기면 바닥에서 성큼성큼 뛰어서 움직인다. 다 자란 하마는 4-6분간, 어린 하마는 2-3분간 잠수할 수 있으며, 주기적으로 숨을 쉬어 주어야 한다.:3–4 수면을 취할 때는 뇌의 좌반구와 우반구가 모두 휴식하며, 땅 위에서 자거나 물 속에서 콧구멍을 드러내고 잠을 잔다. 하마가 깊은 수면 단계로 돌입하는 속도는 다른 포유류와 비교했을 때 꽤 빠른 편으로 나타난다.

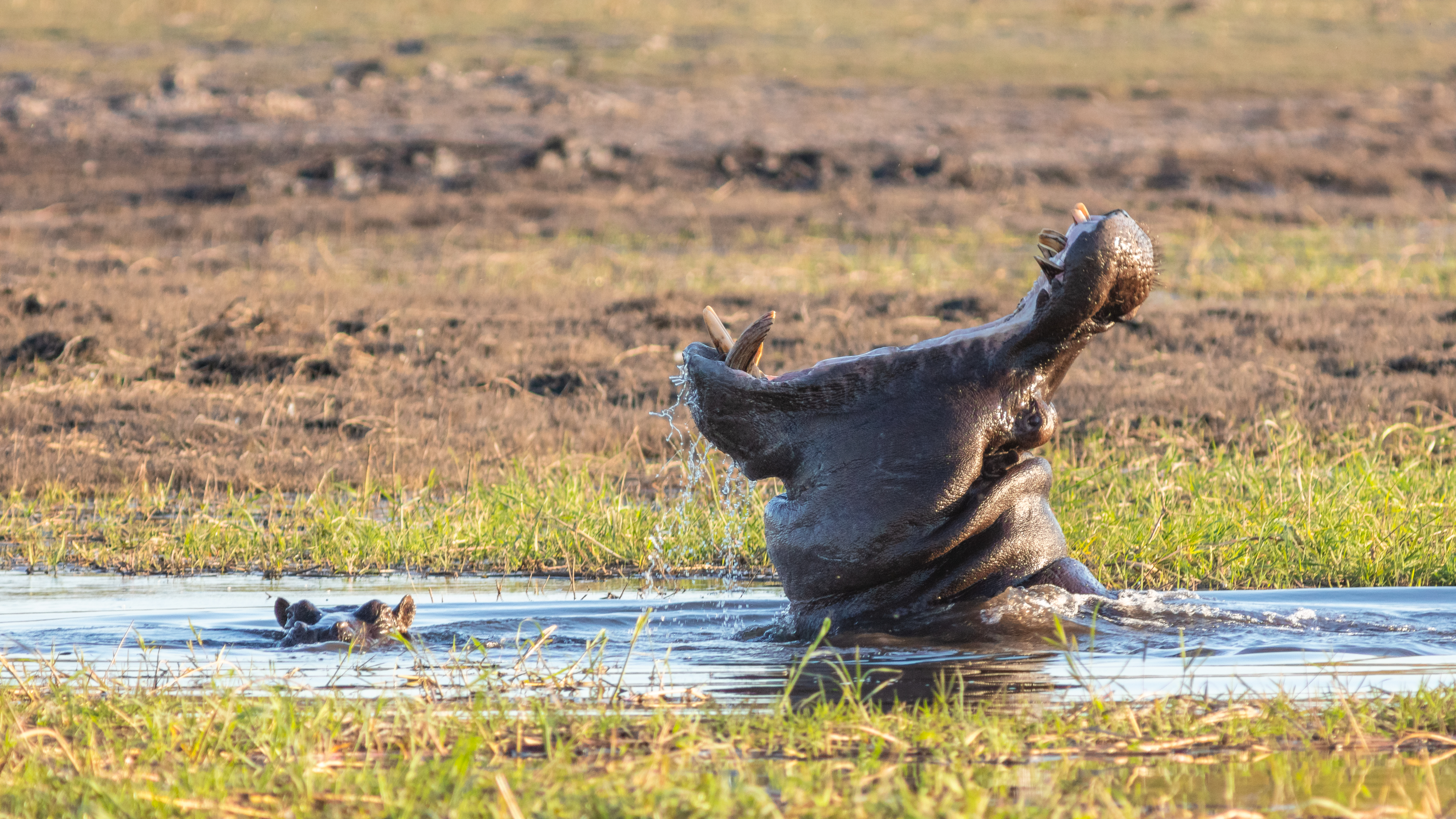
입을 벌려 하품하는 하마

하마는 대단히 크게 발달된 깨물근과 턱두힘살근으로 가공할 악력을 낼 수 있으며, 이 때문에 양쪽 볼살이 크고 덩이지게 되어 있다. 양 턱이 거의 150-180°에 달하는 각도로 벌어지며,:17 이때 접힌 입둘레근이 입이 쭉 벌어져도 근육 조직이 찢어지는 것을 막아 준다. 아래턱의 앞니와 송곳니는 먹이를 먹기보다는 싸우기에 알맞은 형태로, 크기가 꾸준히 커져서 40-50cm에 달하기도 한다. 보통 윗송곳니보다 아랫송곳니의 크기가 더 크며, 크게는 잇몸 위로는 30cm, 잇몸 안쪽까지 합치면 70cm까지 길게 자란다. 이 거대한 아랫송곳니는 성장기 때는 연간 28-30mm 생장하고 다 자라고 나서도 13-14mm씩 길어지며, 윗송곳니와 맞물려 뾰족하고 날카롭게 연마된다. 턱 안쪽으로는 씹어 으깨기 좋은 소구치와 어금니가 있으며, 주로 소구치는 교두 1개, 어금니는 2개, 맨 안쪽 어금니는 3개를 가진다. 치관이 높아 너비보다 높이가 더 크며, 아래 어금니 너비는 23.2-29.8cm, 위 어금니는 21.3-27.8cm에 이른다. 먹이를 먹을 때 쓰는 것은 굳게 닫히는 입술로, 풀을 뜯을 때는 입술로 풀을 잡아당겨 뽑은 다음 어금니로 씹는다.:259, 263 되새김질을 하지 않지만 위가 세 개로 되어 있는 유사반추동물이다.:22

## 분포와 현황

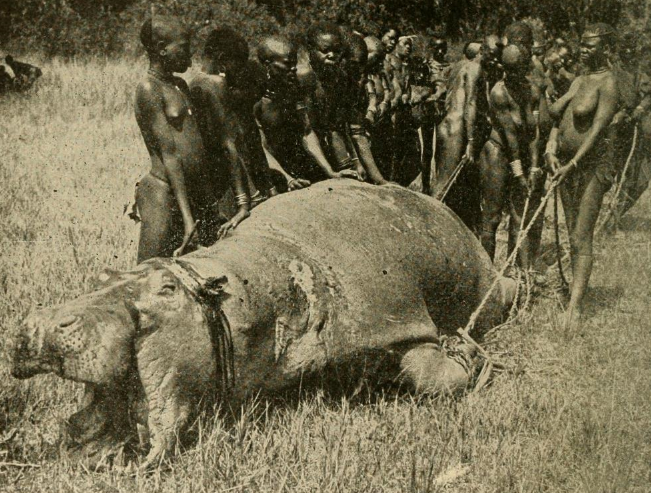
고기를 얻을 목적으로 하마를 사냥하는 우간다 원주민

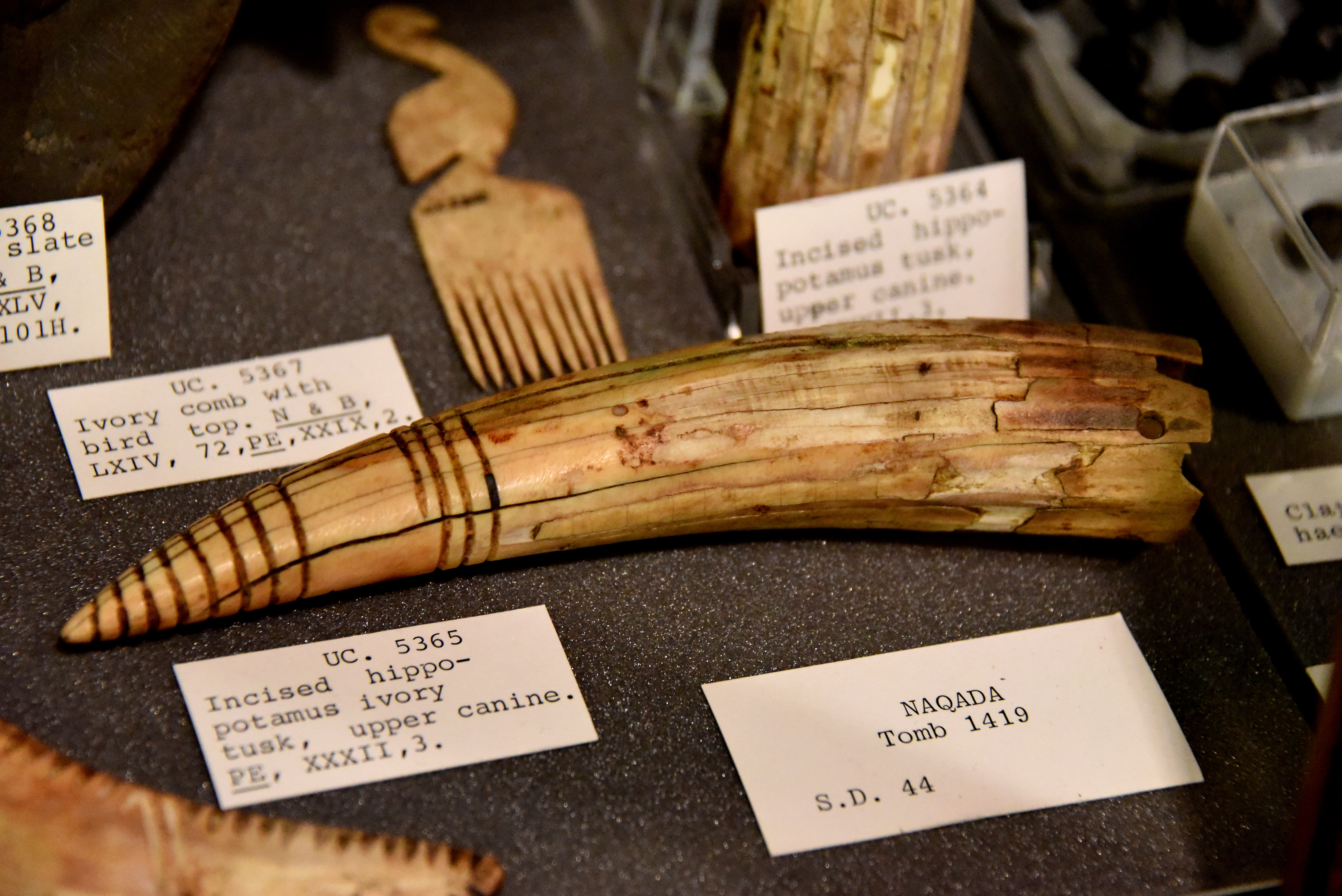
이집트 나카다 무덤 유적에서 발견된 하마의 윗송곳니 상아

하마는 엠간빙기(130-115,000년 전)에는 북아프리카와 유럽에도 분포했으며 북쪽으로는 잉글랜드까지 분포했었다. 또한 3,000년 전에는 레반트에도 존재했었다는 고고학적 증거도 있으며, 고전 고대 시기 이집트에서는 나일강 유역에서 흔히 볼 수 있었다. 고대 그리스의 자연철학자 가이우스 플리니우스 세쿤두스는 하마를 사냥하기 가장 좋은 장소로 현재의 사이스 지역을 언급했다. 또한 아랍 정복기인 639년 이집트 북부 삼각주의 다미에타 지역에서도 찾아볼 수 있었으며, 1700년대에서도 명맥이 이어지고 있었지만 19세기 초에 접어들며 남획으로 인하여 이집트에서 절멸했다. 하마는 현재 중남부 아프리카 외 구대륙에서는 모두 자취를 감추었고, 남아프리카공화국 나탈주 지역에서도 19세기 말엽에 모두 사라졌다.
현재는 아프리카 중부의 콩고민주공화국·우간다·탄자니아·케냐, 북쪽으로는 에티오피아·소말리아·수단, 서쪽으로는 감비아·세네갈, 남쪽으로는 보츠와나·남아프리카공화국에 이르기까지 중·남부 아프리카를 통틀어서 관찰할 수 있다. 총 29개국에 분포하며, 서아프리카보다는 동아프리카와 남아프리카에 더 많은 수가 남아 있다. 이를테면 잠비아는 약 40,000-45,000마리, 탄자니아는 약 20,000마리, 우간다는 약 10,000마리 정도 되는 하마가 살고 있다. 반면 서아프리카에서 하마 개체 수는 19개국을 모두 합쳐 7,500마리를 상회하지 않으며, 콩고 공화국·감비아 등 어떤 국가에서는 100마리 안팎 정도만이 관찰됐다. 면적 대비 개체수 밀도가 가장 높은 곳은 우간다의 퀸 엘리자베스 국립공원과 잠비아의 루앙과강 유역으로 1km2당 28-42마리가 서식한다.
주로 큰 강줄기나 개울, 소택지, 호수 등 담수원을 걸친 초원과 사바나, 미옴보 낙엽수림 지대 등에서 서식하며 열대우림에서 서식하는 경우는 매우 드물다. 기니·가나·토고 등 서아프리카에서는 강 하류 지역에서도 모습을 찾을 수 있으며 때때로 연안을 드나들기도 한다. 또한 동아프리카 해안으로부터 약 17km 떨어진 탄자니아의 마피아섬에서도 19-20세기에 루피지강의 하굿둑을 따라 해협을 건너간 하마 무리가 현재까지도 명맥을 잇고 있다. 반면, 하마들이 잔지바르섬이나 펨바섬까지 상륙한 흔적은 없다. 서식지의 해발고도 한계선은 약 2,000m이며, 탄자니아의 응고롱고로 분화구에서도 살고 있는 것으로 보아 하마가 수백 미터에 달하는 가파른 분화구 테두리 절벽을 오르내릴 수 있다는 것을 시사한다.
유전학 연구에 따르면 하마는 플라이스토세 말엽에 물 속 생활을 터득하면서 개체 수가 풍부하게 늘어났던 것으로 보인다. 본 연구 결과는 하마 개체군이 위협받는 주요 원인 가운데 하나가 담수에 접근할 기회가 점점 없어지는 것이라고 암시한다. 또한 불법 사냥과 밀렵으로 희생되기도 하며, 멸종위기에 처한 야생동·식물의 국제거래에 관한 협약 부록 II에 명시되어 생물과 관련 상품에 대한 비인가 거래가 금지되어 있다.
현재 IUCN 적색 목록으로는 취약종으로 기재되어 있으며, 현재 약 115,000-130,000마리가 남아 있는 것으로 보인다. 특히 콩고민주공화국에서 하마는 급격히 개체 수가 줄어들었다. 비룽가 국립공원의 하마들이 1970년대 중반에는 29,000마리로 크게 번성했던 반면, 제2차 콩고 전쟁으로 서식지 파괴의 진통을 겪은 뒤 2005년에 이르러서는 800-900마리만이 남아있게 되었다. 또한, 지역 군벌이나 반란군의 밀렵으로도 수가 계속해서 줄어들고 있다. 이러한 밀렵은 경제적인 이익을 위해 일어나기도 하는 한편, 지역 사회에 해로운 동물이라는 인식에서 기인하기도 한다. 2016년에 이르러 현지 어부와 협업하는 국립공원 관리인력이 늘어나는 등 인적 환경이 개선되어 비룽가 국립공원의 하마 개체 수는 다시 증가한 것으로 보인다. 하마로부터 얻은 고기를 판매하는 건 위법행위이지만, 암시장에서는 관리국의 눈을 피해 거래되고 있을 것으로 보인다. 중앙아프리카 지역 곳곳에서는 하마고기에 높은 값어치를 매기며 이빨은 코끼리 상아 대용품으로 사용될 수 있다.
콜롬비아에는 1993년 메데인 카르텔의 두령인 파블로 에스코바르가 사살된 후, 그가 사육하고 있던 하마들이 탈출해 자연번식한 개체들이 존재한다. 2020년에는 이 무리가 100마리까지 불어났고, 번식 주기가 비상히 빨라 개체수 구제가 필요한 골칫거리가 되었다. 너무 빠르게 불어나고 있기 때문에 인간 사회와 생태계 양쪽에 악영향을 끼치기 때문에, 정부 차원에서 도살과 불임수술 등을 단행하는 등 개체 수를 통제하려고 하고 있다.

## 습성과 생태
하마는 주변에 뜯어먹을 풀이 풍부하면서도 몸을 담글 수 있을 만큼 물이 충분한 물가에 자리잡고 생활하는 반수생 동물이다. 유속이 천천히 흐르거나 정체되어 있는 물가를 좋아하지만 어떤 수컷들은 드물게 암석이 많고 급류가 생겨나는 상류나 계곡에서 발견되기도 한다.:264 대부분 담수에서 살지만 강어귀처럼 약하게 염분을 머금고 있는 수질에서도 살아갈 수 있다. 하마는 대부분 물 속에서 몸을 시원하게 식히고, 촉촉하게 보습하는 생활을 계속한다.
하마의 수명은 대개 40-50년이다.:277 사육하는 개체 가운데서는 인디애나주 에번즈빌 메스커파크 동물원의 암컷 하마 돈나(Donna)가 장수한 개체 가운데 하나로 꼽히며, 61세까지 살았다. 가장 장수한 개체는 버사(Bertha)라고 하는 암컷 하마로 필리핀의 마닐라 동물원이 개원한 1959년부터 2017년까지 살았으며, 나이는 65세로 추산하고 있다.

### 적응과 생리작용

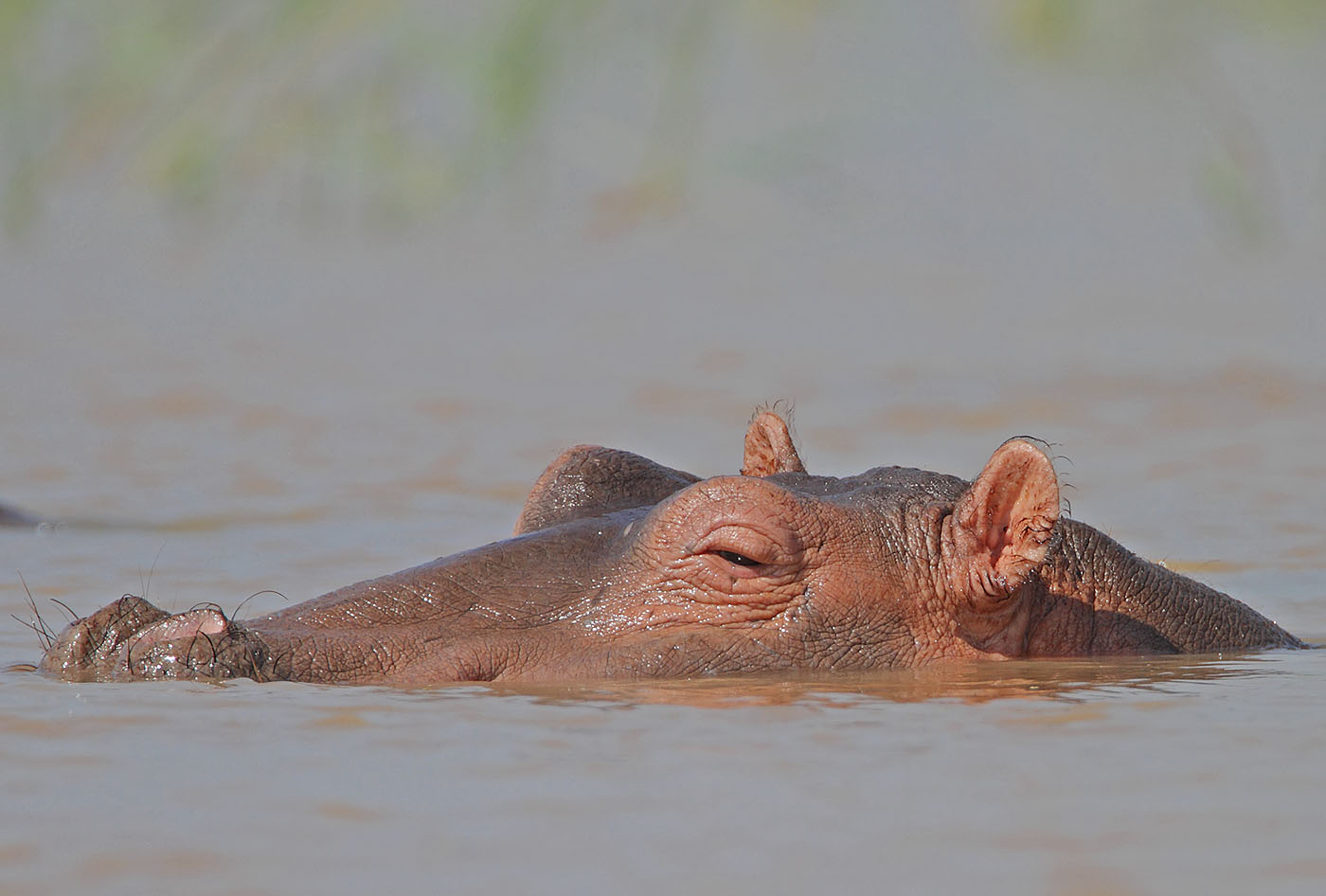
수면 위로 윗얼굴을 내밀고 있는 하마

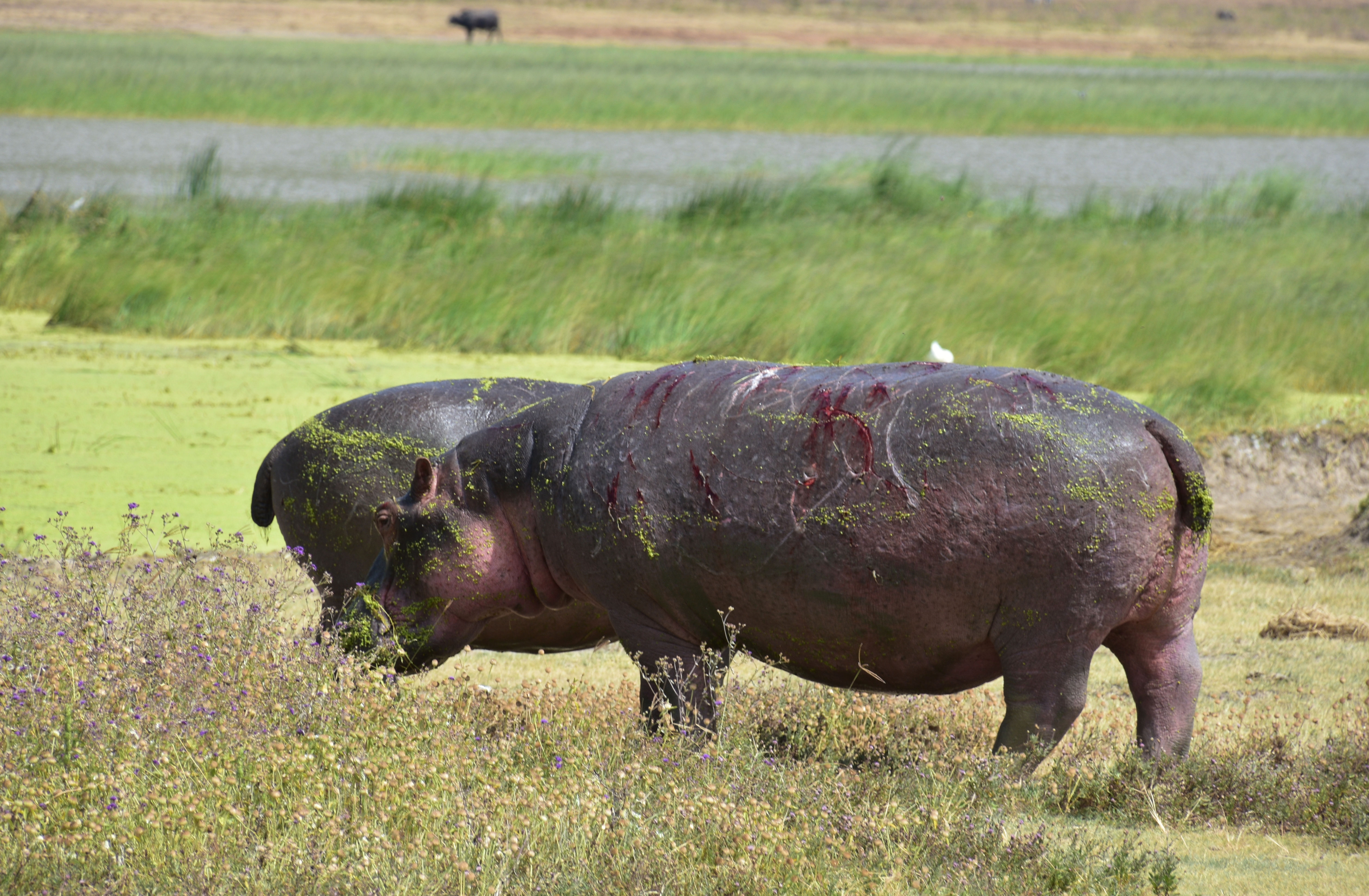
상처입은 하마

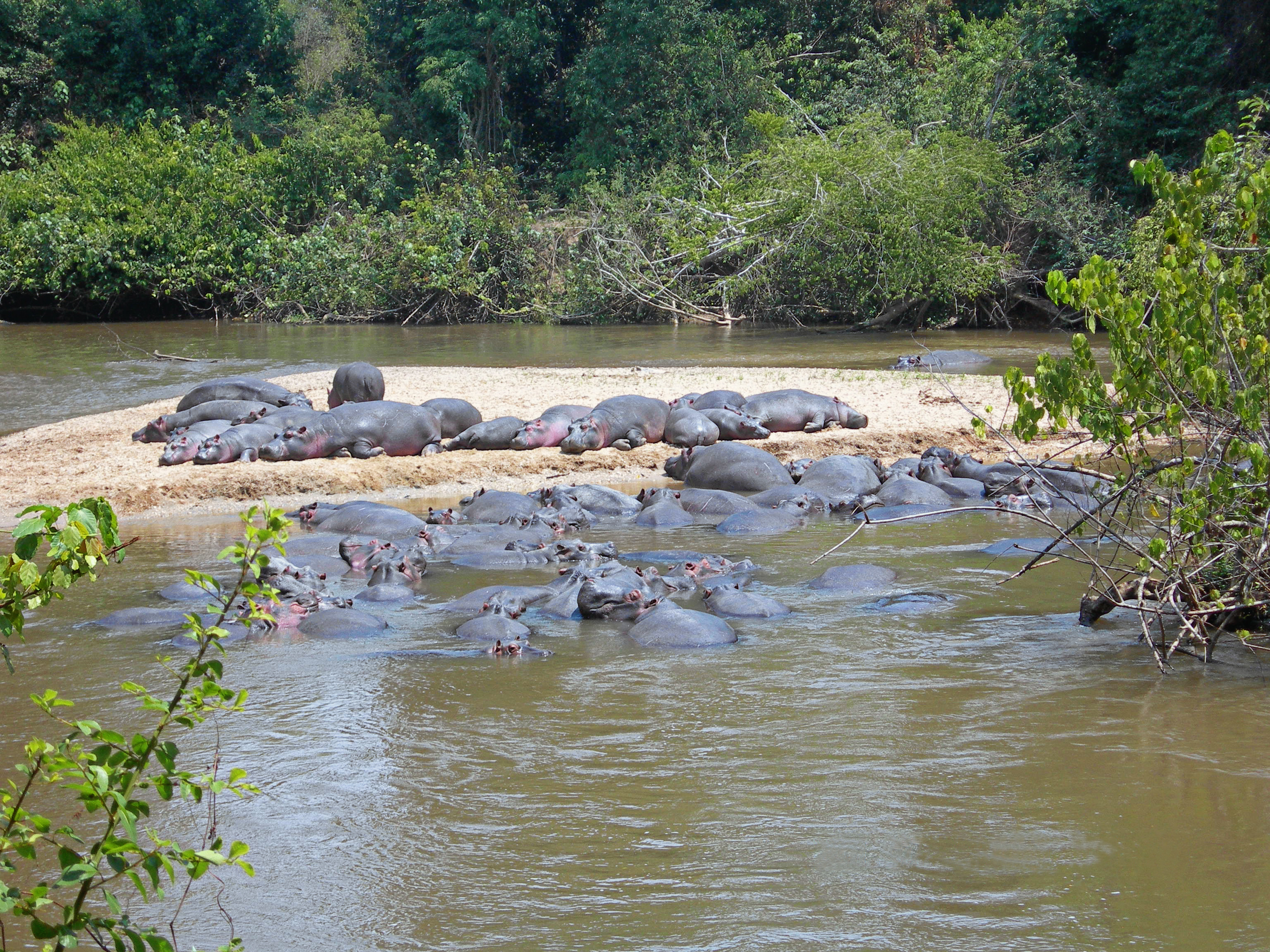
하마는 낮에 대부분 물 속에서 생활하지만 모래톱에서 일광욕을 하기도 한다. 우간다에서 촬영

하마는 육지와 물 속 양쪽 환경에 모두 잘 적응하고 있는 반수생 동물이다. 수중 생활에 적응한 대표적인 모습으로, 눈과 귀, 콧구멍이 머리에서도 높은 위치에 있어 하마가 헤엄칠 때 수면 위로 드러내놓고 다닐 수 있다. 또 물 속으로 잠수할 때는 근육을 사용해 반사적으로 코와 귀의 구멍을 닫고,:4, 116 매 6분마다 호흡하러 올라온다.:3-4 다리의 형태도 환경에 맞게 짧고 튼튼하게 진화했으며, 골수는 말랑말랑한 해면질의 물질로 채워져 있다. 또한 수중 운동에 더 원활하도록 앞다리가 뒷다리보다 더 발달되어 보다 많은 체중을 지탱하고 있다. 단 유선형 체형과 같은 수영에 온전히 적합한 신체적 특징은 없고, 가장 물속 생활에 적합하게 진화했다고 이를 수 있는 다리 역시 물갈퀴가 두드러지지는 않는 등 고스란히 수중생물의 적응방식을 따르고 있지는 않다.
피부의 표피는 무척 얇아 등 쪽으로는 그 두께가 1mm밖에 달하지 않는 지점도 있으며, 신경이 대량 분포해 있어 자극에 민감하다. 표피가 이토록 얇기 때문에 덤불이나 잔가지, 가시 같은 자연물에 쉬이 상처를 입지만, 재생력이 좋아 금세 다친 부위를 회복할 수 있다. 그러나 육상에 올라와 있을 때 습윤(濕潤)하게 유지하지 못한다면 급속도로 쩍쩍 갈라지게 된다. 표피가 연약한 데 반해 진피는 두께가 두툼하다. 등에서는 두께가 60mm에 이르며 머리와 목, 배 쪽으로 갈수록 조금씩 얇아진다. 피부의 총 무게는 몸무게의 18%에 달하는 270kg 정도로, 넓게 펼 경우 면적이 10m2에 달한다.
땀샘이 없지만 피하샘에서 히포수도르산과 노르히포수도르산을 분비하는 까닭에 신체의 탈수를 효과적으로 막을 수 있다. 분비물을 생산하는 기관은 신체 전반에 걸쳐 렌즈처럼 생긴 분비샘 다발의 형태로 촘촘하게 퍼져 있고, 각기 한 쌍의 선관(腺管)이 있다.
 자외선 차단과 항균의 역을 모두 행하며, 또 체온을 조절하는 기능도 갖고 있다. 피부가 흠뻑 젖고 분비물로 뒤덮여 있을 때는 왕성한 증발로 인해 몸을 식히는 것이 더 용이하다. 하마의 체온은 약 36 °C이고 육상에서는 변동량이 적다. 보통 하마는 낮 기간 동안에는 직사광선과 복사열을 피해 물 속에서 머무르지만 일광욕을 즐기기도 하며, 계절이나 기온의 변화에 따라서 일광욕 시간이 달라진다.

### 활동 양식
하마는 황혼과 밤에 주로 활동하는 박명박모성 및 야행성 동물에 속한다. 낮 동안 하마는 하루 종일 낮잠을 자거나 물가나 진흙 펄에서 휴식하며 지내며, 12시간이 넘도록 쉬기도 한다. 휴식 장소로는 수심이 1.3-1.5m 정도 되는 호수나 강가를 선호한다. 늦은 오후에서부터 해가 차츰 지기 시작할 때까지, 즉 오후 4-7시 사이에는 주로 수중 활동이 일어난다. 근방이 어둑해지면 육상으로 올라와서 먹이가 있을 법한 녹지를 찾아 6시간 동안 헤매고 다니면서 식사를 한다.
이러한 활동규칙 역시 계절과 날씨의 변화에 크게 좌우되는 것으로 관찰된다. 즉, 대기 중의 습도가 높을수록 하마가 물 밖에서 활동하는 시간이 더 길어지며 먹이가 있는 곳을 찾는 횟수도  빈번해진다. 에티오피아 짐마 인근의 보예 습지의 하마 무리는 대체로 하루 24시간 중 51.2%를 휴식, 34.2%를 방황, 19.6%를 먹이 섭취, 3.7%를 교미로 보내는 형태의 생활양식을 보였다. 암컷보다는 수컷이 좀더 휴식 시간이 길며, 암컷은 방황과 교미 시간이 더 긴 양상을 보였다.

### 사회 행동

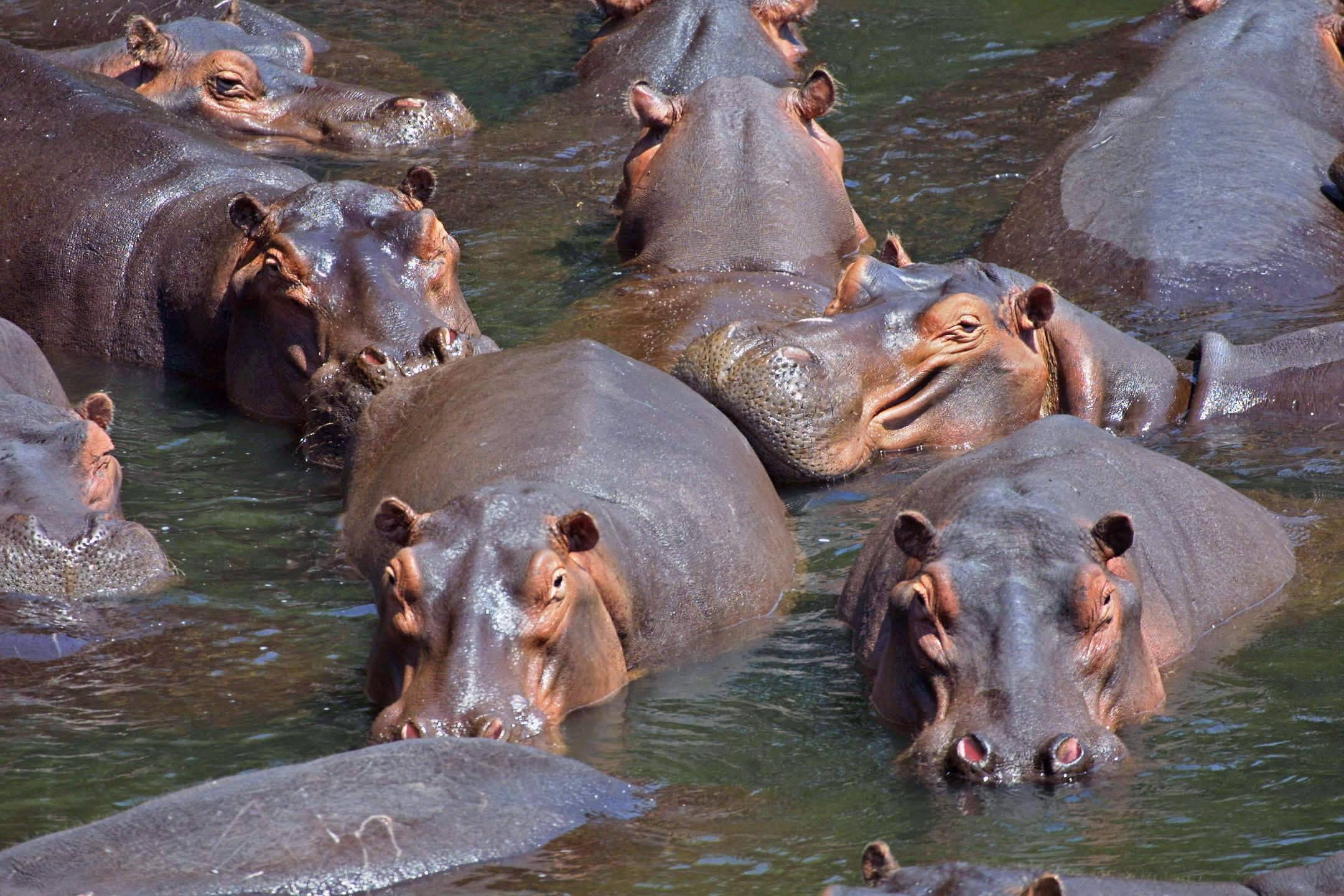
루앙과강의 하마 무리

하마는 무리를 지어 생활하는 사회적 생물으로, 영어로 하마 무리를 포드(pod)라고 일컫는다. 우간다의 퀸 엘리자베스 국립공원·케냐의 마사이마라·보츠와나의 오카방고 삼각주에서 하마 무리의 사회적 구조가 많이 연구되었다. 그 중에서 마사이마라에서 진행된 연구에 따르면 해당 지역의 하마 2,800마리 가운데 8%가 장성한 수컷, 36%가 장성한 암컷이며 어린 개체들이 56%로 태반을 차지했다. 즉 절반은 성숙한 개체, 절반은 미성숙한 개체가 서식하고 있는 셈이다. 하마는 단독으로 있기도 하지만 여러 개체가 함께 모여 무리를 구성할 때는 평균 12마리 정도로 구성되지만, 종종 100마리 이상으로 이루어진 중대규모 무리를 짓기도 한다. 성적 이형성이 낮아 암수의 차이가 뚜렷하지 않기 때문에 하마 수컷과 암컷이 소통하는 방법을 연구하는 것은 무척 힘든 일이다. 특히 아직 성장기인 수컷과 다 자란 암컷을 현장에서 구분하기란 어렵다. 평상시에는 조밀하게 붙어서 지내지만 성체 하마 사이의 사회적인 유대감은 거의 없다시피하다. 수컷은 수계를 기준으로 자기 영역을 꾸리며, 호수에서는 250-500m, 강에서는 50-100m 가량의 범위를 갖는다. 이 영역은 철저히 물에서만 생겨나서, 물이 말라붙어 육지로 변하면 사라진다. 수컷은 자기 영역 안에 사는 암컷들과 내키는 대로 교미를 할 수 있으며, 어린 수컷들은 우두머리 수컷을 따른다면 무리에 머무를 수 있지만, 도전하여 지도자의 권좌를 빼앗을 수도 있다. 또한, 무리 안에는 성별과 능력에 따라서 서열이 나뉘어져 있으며, 덜 자란 수컷들은 동류의 수컷들끼리 자주 어울리며 암컷들은 암컷들끼리, 그리고 지도자 수컷은 딱히 어울리는 개체 없이 지내는 것으로 관찰된다. 단, 먹이를 먹을 때는 제각기 따로 먹는다.:4–5, 49–50

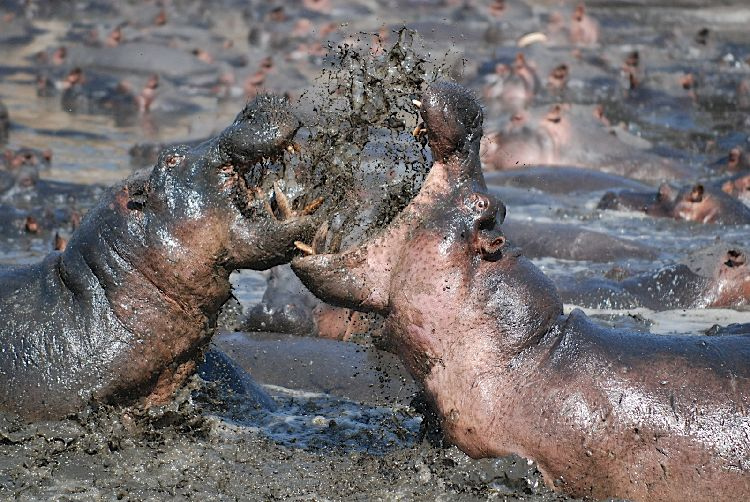
수컷 하마들끼리 벌어지는 싸움

하마는 배변할 때 꼬리를 탈탈 치면서 대변을 멀리까지 흩뿌리는 배변 행동을 취한다. 이 행동을 하는 원인이나 기능은 아직 밝혀지지 않았으며, 지상에서든 수중에서든 이 행동을 볼 수 있다. 하마는 육상에서 텃세를 부리는 동물이 아니기 때문에 영역표시일 가능성은 적으며, 먹이를 먹는 경로를 나타내려는 지표로 사용하고 있다는 추측이 유력하다.:5, 51–52 입을 벌려 크게 하품을 하는 행동은 위협의 의미를 내포하고 있다. 싸울 때는 이빨을 매우 적극적으로 활용하며 송곳니는 무기로서, 앞니는 상대의 잇질을 튕겨내는 방어구로서 효과적이다.:259–260 무리가 너무 많아지거나 서식 환경이 좁아지면 수컷은 새끼를 죽이기도 하지만 상궤의 행동 양상은 아니다.
하마가 가장 자주 내는 울음소리는 낮게 꾹꾹거리는 소리로, 먼 거리에서도 잘 들린다. 처음 발성할 때는 높은음을 내고, 그 이후로는 낮게 울리는 꾹꾹 소리로 바꾼다.:5 이 울음소리로 하마들은 서로를 분간할 수 있다. 꾹꾹 소리는 친밀한 관계보다는 낯선 존재와 맞닥뜨렸을 때 구사 빈도가 더 높다. 위협이나 난처한 상황에 처했을 때, 깜짝 놀라서 불안할 때는 거친 날숨 소리를 내며, 싸움하는 수컷들은 목청껏 으르렁거린다.:5 물 속에서는 꼴딱꼴딱 하는 소리를 내기도 하는데 이것은 반향 위치 측정의 역할을 하는 소리로 추측된다. 머리를 반쯤 내밀고 공기 중과 수중 양처에서 울려퍼지는 울음소리를 내는 재주를 갖고 있으며, 물 속에서나 지상에서나 응답이 이루어진다.

### 먹이

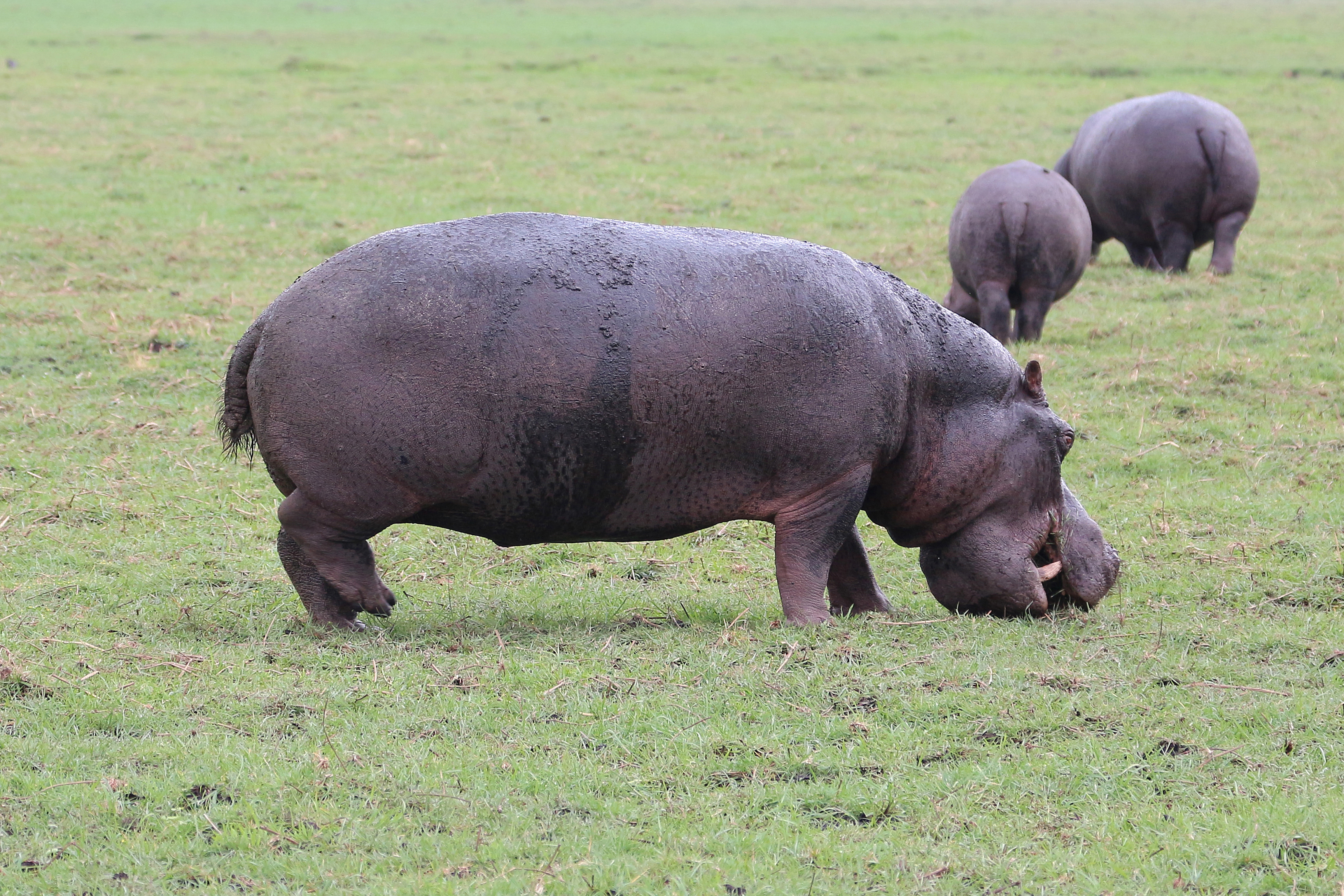
풀을 뜯는 하마, 보츠와나 초베 국립공원에서 촬영

하마는 먹이를 먹어야 할 때는 늦저녁 무렵에만 물 밖으로 나와서 풀을 뜯는다. 초식동물들이 대개 그렇듯이 사육되고 있는 하마는 다양한 먹이를 먹지만 야생에서는 가끔씩 물 속에서 자라나는 수초를 뜯어먹는 것을 빼고서는 거의 풀 종류만 섭취한다. 종류에 관계없이 다양한 풀을 먹는데, 이를테면 관찰이 이루어진 에티오피아 보예 습지에서 하마 개체군이 가장 많이 섭취한 먹이는 나도개피속(학명: Eriochloa) 식물들로 전체 먹이의 12%에 이르렀으며, 그 밖에 부들(9%)·피속 식물(9%)·우산잔디속 식물(8%)을 즐겨 먹는 것으로 조사되었다. 한편, 마사이사라에서는 솔새속·쥐꼬리새풀속·나도솔새속·참새그령속을 비롯하여 약 12종에 이르는 각색의 풀을 섭취하는 것으로 조사되었다. 퀸 엘리자베스 국립공원의 개체들은 먹이로 삼는 풀 종류가 30가지에 달했다. 때때로 애기색비름속 식물처럼 초본식물을 섭취하기도 하며, 소시지나무의 열매나 물상추 등을 먹기도 한다. 남아프리카에서는 수련·줄말·가래 등을 먹는 것도 확인되었다.
밤에는 약 3-5km 정도 거리를 이동하면서 변두리에 자라는 풀을 식사 한 번에 약 40kg씩 뜯고, 새벽 시간에 다시 물 속으로 복귀한다. 하지만 이따금 떠밀려 온 부육을 섭취하기도 하는 모습도 기록할 수 있고 육식을 하는 모습도 보이며, 심지어 적극적으로 고기를 얻기 위해 동물을 사냥해 포식 행위를 하거나 동족포식을 하는 경우도 기록되었다. 위장이 고기를 소화하기에 적합한 구조가 아니라서 이와 같은 행동은 영양소가 부족해서 고기로 보충하려는 것이거나, 일탈 행위에 해당하는 것으로 추정된다.:82–84

### 번식

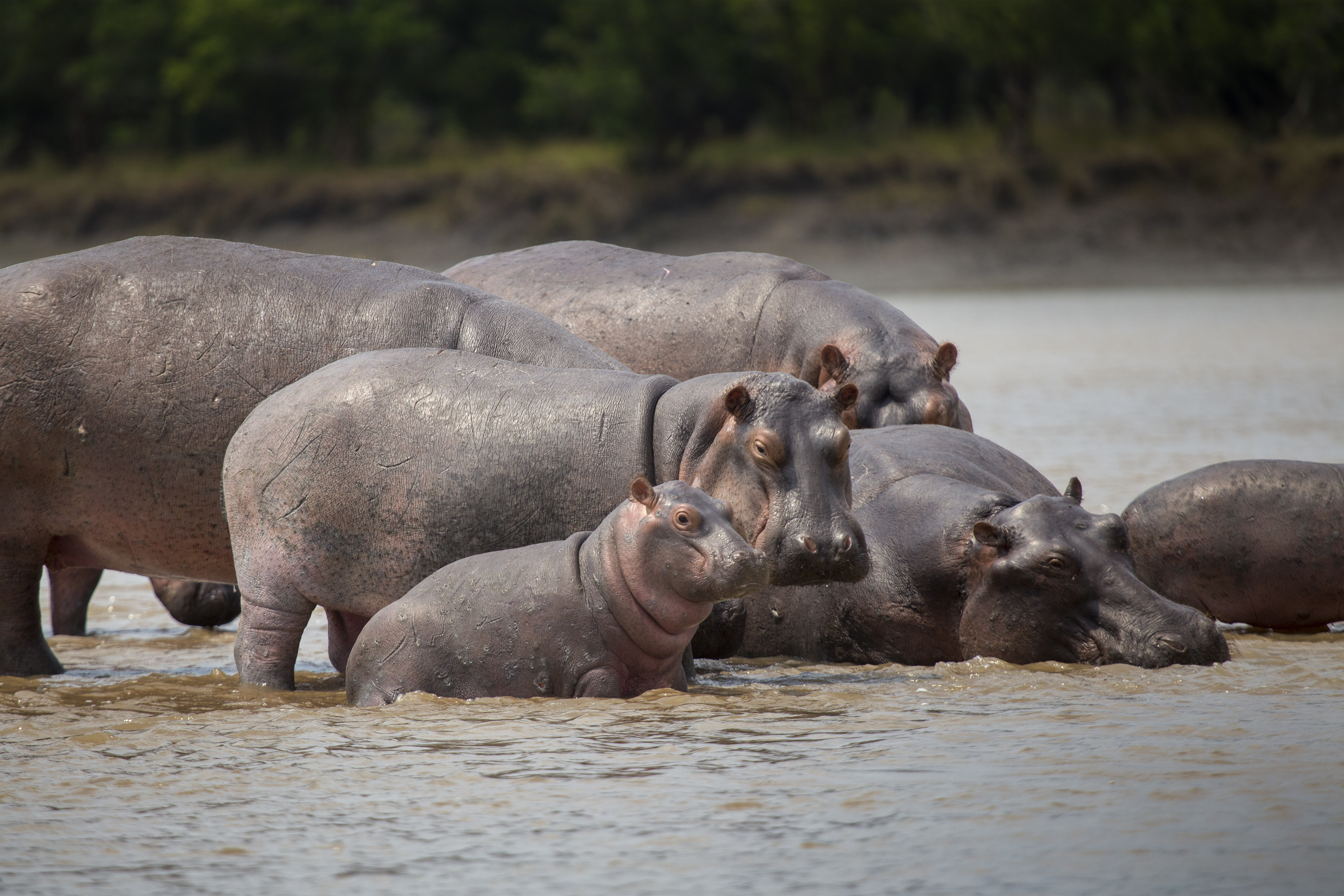
하마 무리, 사다니 국립공원

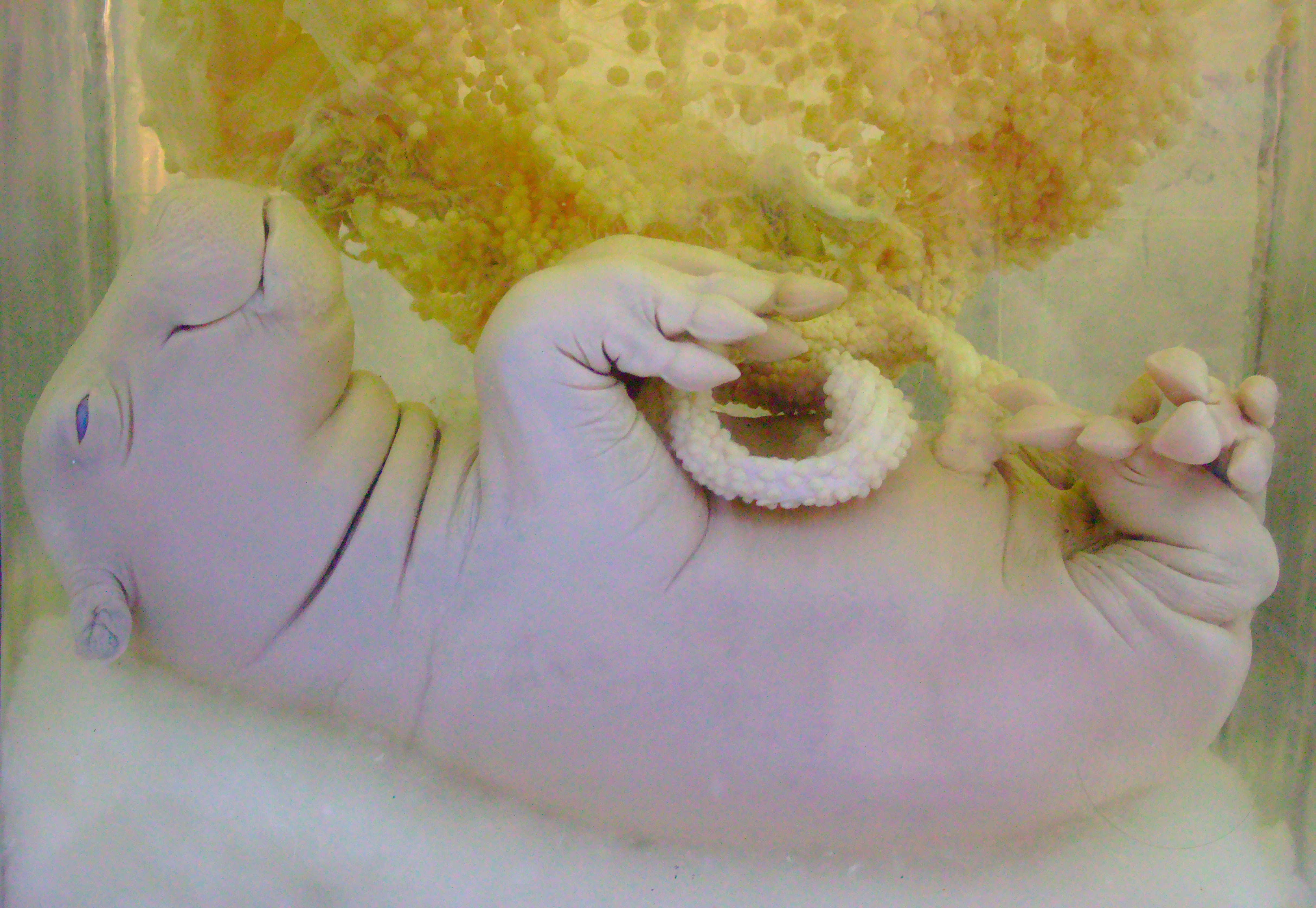
보존된 하마의 태아

암컷이 성적으로 성숙해지는 나이는 6세이며, 임신 기간은 약 8달이다. 암컷 하마의 내분비계 연구에 따르면 인간의 사춘기에 해당하는 기간이 3-4세에 찾아오게 된다. 또한 수컷은 7세 반 정도에 성숙해진다. 교미와 출산 모두 우기에 이루어지며 수컷은 정자가 언제나 활동적이어서 일 년 내내 왕성히 교미할 수 있다. 암컷 하마는 회임(懷姙)한 이후 17개월 동안 추가적인 배란을 하지 않는다.
하마는 물 속에서 교미하며, 이 때 암컷은 물 속에 머무르면서 숨쉬러 나갈 때만 올라온다.:63 교미가 끝나고서 암컷은 10-14일 동안 무리에서 종적을 감췄다가 돌아온다. 새끼는 육상이나 얕은 물 지대에서 낳으며, 갓 낳은 새끼는 몸무게 50kg에 몸길이가 127cm 정도에 달한다. 암컷은 양육 기간 동안 새끼 곁에 머무르며, 깊은 물에서는 어미 등에 올라타서 물을 건넌다.:4, 64
새끼가 있는 어미는 새끼를 지키는 데 아주 열성이며 가까이 접근하지 못하게 막는다. 어떤 어미는 이미 죽은 새끼의 시체를 한동안 보호하고 있던 것도 기록되었다. 새끼는 최소 1마리 이상의 성체들로부터 보호를 받으며, 새끼끼리도 서로 놀면서 자란다. 다른 대형종 포유류처럼 하마 역시 K-선택종으로서, 매 기간마다 건강한 아이를 한 배에 한 마리씩만 낳아 기른다. 태어나서 얼마 동안은 젖을 먹고 자라지만 1살이 되면 젖을 떼게 된다.:64

### 다른 동물과의 관계

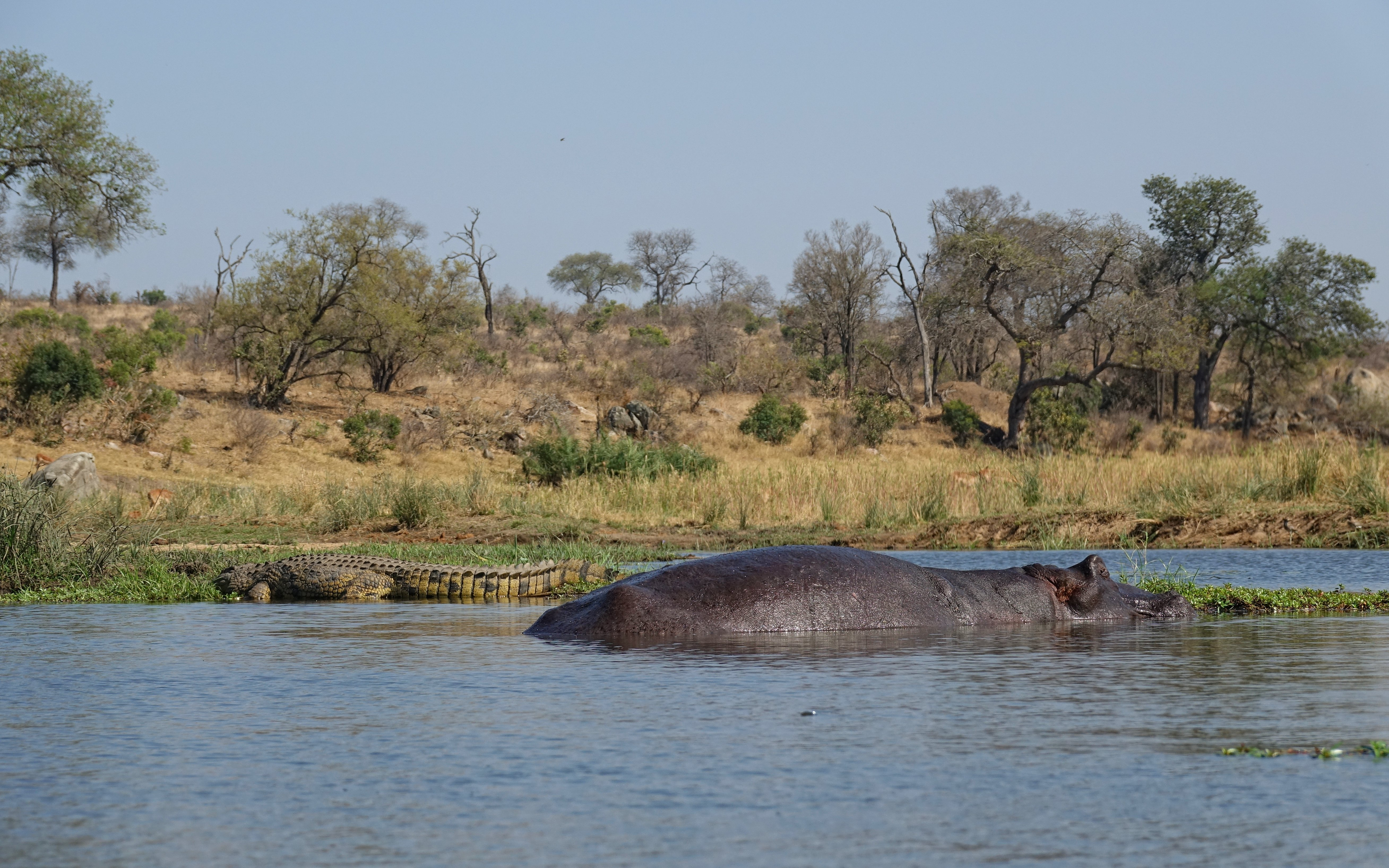
하마와 나일악어, 크루거 국립공원

하마는 살고 있는 곳에서 다양한 포식자들과 공존하고 있으며, 여기엔 나일악어·사자·점박이하이에나 등이 속한다. 이들은 새끼 하마를 노리고 사냥을 하기도 한다. 다 자란 하마는 몹시 난폭하고 덩치가 크기 때문에 대개는 포식의 대상이 되지 않는다. 대규모 사자 무리가 있는 곳에선 사자들이 하마를 잡아먹은 사례가 보고되기도 하지만, 보통은 흔치 않다. 이따금 고롱고사 국립공원의 사자가 성체를, 비룽가 국립공원에서는 새끼를 사냥해 포식한다. 악어는 하마의 공격성에 휘말려서 죽임을 당하거나 쫓겨나는 일이 잦으며, 그 까닭은 아마 같은 하안지대를 거처로 하여 영역이 겹치기 때문일 것이다. 반대로 덩치 큰 나일악어는 종종 아성체와 다 자란 암컷 하마까지 사냥해서 잡아먹는 경우도 관찰된다. 어떤 악어 무리가 짝짓기 대결을 하다가 다친 어른 수컷 하마를 사냥해 잡아먹는 것 역시 관찰되었다.
하마는 이따금 몸에 붙어 사는 기생충을 떼어내기 위해 특정 종류의 물고기가 서식하는 물가를 찾아가기도 하며, 입을 벌리는 신호로 준비하기까지 한다. 이는 하마는 기생충을 떼어내고 물고기는 먹이를 챙기는 공생 관계이다. 또, 하마의 배변 활동은 강바닥을 따라 다양한 생체물질들이 침출하게끔 하며, 환경적으로는 아직 어떤 역할을 하는지 명확하게 알려지진 않았다. 2015년에는 하마 배설물이 수생동물들한테 육상에서 얻는 풍부한 영양소를 운반해 줄 수 있다는 주장이 제기된 한편, 2018년에는 그 배설물이 수중의 용존 산소를 흡수해 수중 생물들에게 독극물로 작용할 수도 있다는 가능성을 제기했다.
하마는 단생강에 속하는 하마흡충(Oculotrema hippopotami)에 감염될 수 있으며, 눈, 특히 깜박막에 주로 기생한다. 이 흡충은 보통 어류에 기생하는 단생강에 속한 생물 가운데 유일하게 포유류를 숙주로 삼는 종류이다.

### 생태계 역할
비대한 몸집과 특정 노선을 따라 걸으면서 풀을 먹어치우는 식습관 때문에 하마가 다니는 길은 하마의 섭식 행위 그 자체에 큰 영향을 받아서 우거진 초목이 사라지고 지면이 평탄해지는 등 식생이 바뀌기도 한다. 몇 세대에 걸쳐서 서식지에 터를 잡고 있는 하마들은 먹이를 먹는 노선을 따라 늪의 물길을 바꿔버릴 수도 있다. 또한 물 속에서 배변하는 것으로 내장 속에 살던 미생물을 분출해 생태계의 영양 순환을 일궈내는 역할도 하고 있다.

## 하마와 인간

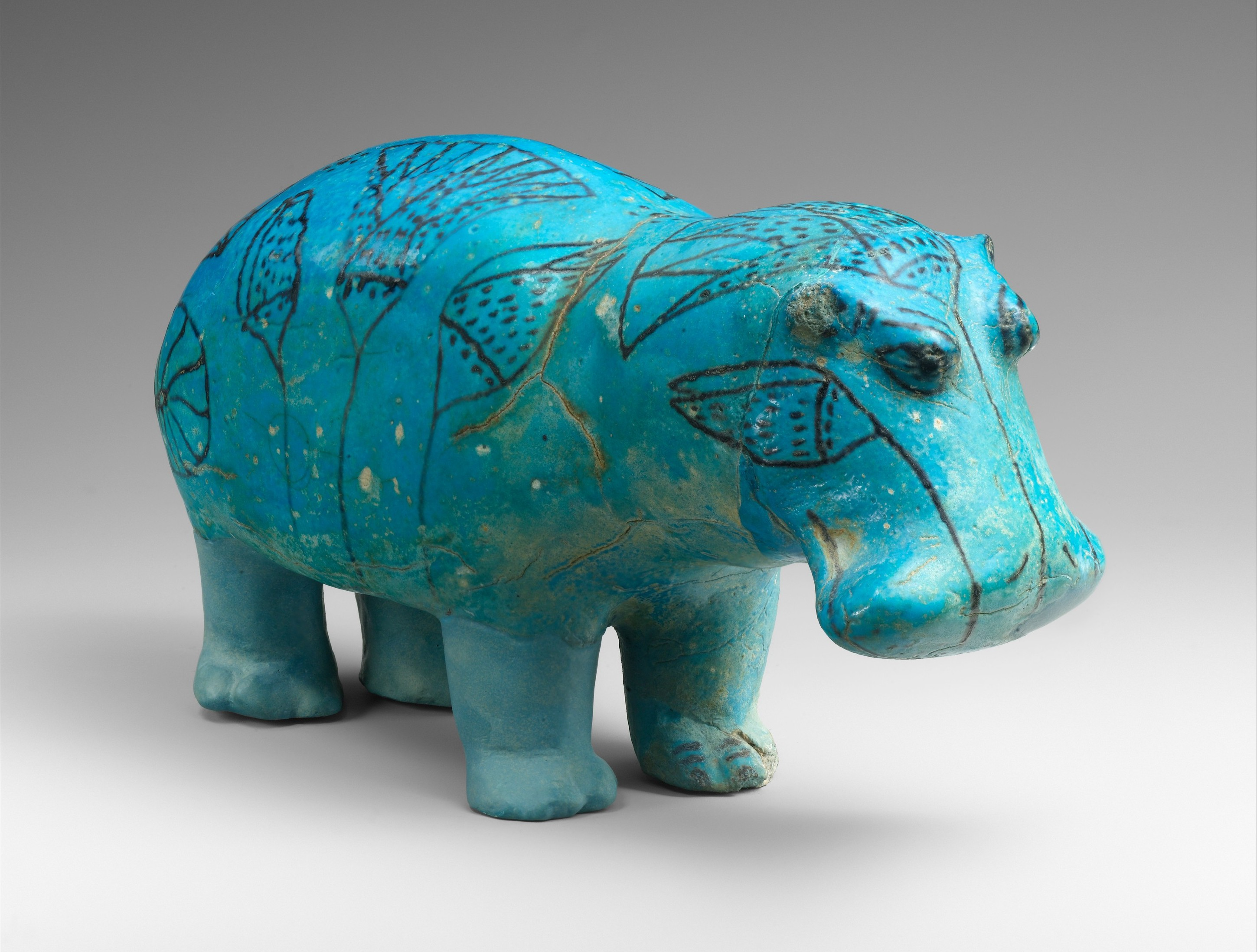
하마 모습의 이집트 파이앙스 도자기 "윌리엄". 제작시기 1961-1878 BC 추정.

하마와 인간이 접촉한 기록과 사료를 통틀어 가장 이른 것은 에티오피아의 아와시강 유역의 보우리 유적지에서 출토된 하마 뼈로, 도살 과정에서 생긴 듯한 생채기가 나 있었다. 4,000-5,000년 전에 사하라 사막 중부 자네트 인근 타실리나제르 산맥 지역에서 하마 사냥이 이뤄졌단 것을 암시하는 예술품들 역시 남아있다.:1 고대 이집트인들은 하마를 나일강에 현현한 공포로 여겼던 한편, 능묘에 기록된 내용으로 하마 사냥도 성행하고 있었다는 것을 알 수 있다.
하마는 고대 그리스와 고대 로마에서도 알려져 있었으며 그리스 역사가인 헤로도토스가 역사에 하마를 기록했고, 아리스토텔레스의 동물지에서도 항목을 찾을 수 있었다. 로마의 가이우스 플리니우스 세쿤두스는 헤로도토스를 인용하여 박물지에 하마를 수록했으며, 하마가 흘리는 붉은 분비물에 대해서도 기록했다. 또한 하마는 고대 로마에 성행했던 검투사 경기에서 등장하기도 했는데, 황제 네로나 안토니누스 피우스 대에 원형 경기장에 하마를 데려와 결투용 짐승으로 사용되었다는 기록이 있다. 로마의 역사가 디오 카시우스에 의하면 콤모두스 황제는 검투 경기에 출전해 하마 여섯 마리를 쓰러뜨렸다고 한다. 4세기경을 거쳐 이집트에 점점 하마가 드물어지면서 하마가 나오는 검투경기는 모습을 점차 감추었다.
요루바족은 하마를 물코끼리라는 뜻이 담긴 에린미(erinmi)라 지칭했다. 어떤 하마는 세계적인 인기를 끌기도 했으며 대공황 시절 남아프리카공화국 전 국토를 횡단한 것으로 유명해진 휴버타(Huberta)라는 하마가 대표적이다.:111–112

### 인간에 대한 공격
하마는 성질이 몹시 난폭한 것으로 알려져 있으며 특히 보트를 들이받아 공격한 사례가 여러 차례 보고된다. 작은 것은 하마가 들이받으면 손쉽게 뒤집혀 버려서 승객들이 크게 다치거나, 익사하거나 공격받아 목숨을 잃을 수 있다. 2014년에는 니제르에서 보트 하나가 이와 같은 식으로 전복돼서 승객 13명이 사망했다. 또한, 기회가 찾아오면 농장의 곡식을 먹어치우러 강에서 내려오기도 하며 이로 인해 지역 주민들과의 마찰도 일어나는데, 이 경우 하마한테나 인간한테나 치명적인 결과를 불러일으킬 수 있다.

### 동물원

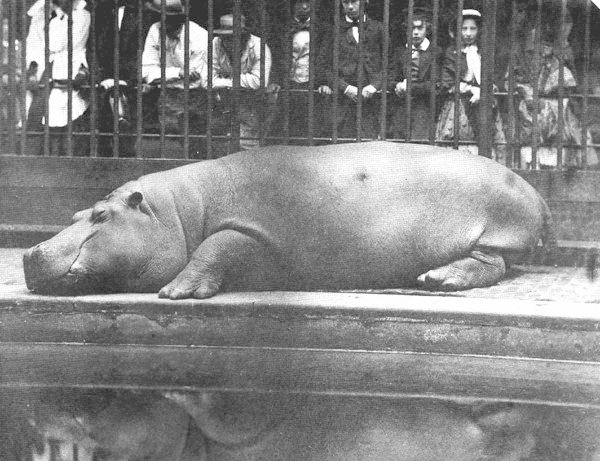
오바쉬, 런던 동물원, 1852년

동물원에서 하마는 오랜 세월 동안 인기있는 동물로 대우받았다. 하마를 사육한 첫 번째 기록으로 기원전 3500년 이집트의 히에라콘폴리스에서 하마를 길렀다는 내용이 남아 있다. 근대 유럽 동물원에 처음으로 들어온 하마는 오바쉬(Obaysch)라고 하는 수컷 하마로서, 런던 동물원에 1850년 5월 25일 처음 도착한 이래 매일 10,000명 이상의 관람객을 끌어들였으며 "하마 폴카"라는 유행가까지 만들어졌다.
우리에 갇힌 상태에서도 하마는 잘 적응하며 번식행위 역시 곧잘 일어난다. 야생에 비해서는 번식률이 낮지만, 이는 하마가 유지비가 많이 나가므로 동물원에서 번식을 제한하려고 하기 때문이다. 2015년부터 신시내티 동물원은 7,300만 달러를 지출해 성체 하마 3마리가 살 수 있는 하마 우리를 개설했다. 이 우리에 부설된 수조의 용량은 약 250,000L에 달한다. 현대의 동물원에서 하마를 키우려면 또 수조에서 하마 배설물을 걸러 줄 정교한 정수설비, 유리 두께를 9cm로 해서 31kPa에 달하는 수압을 견딜 수 있게 만든 수중 관람 구역 등이 필요하다.:158–159 한편 스페인의 톨레도 동물원은 세계 최초로 사육중인 하마가 물 속에서 새끼를 낳는 모습을 목격했다. 훗날 이 하마 우리는 톨레도 동물원의 대표 동물을 하마로 지정시킬 정도로 유명해졌다.

### 문화

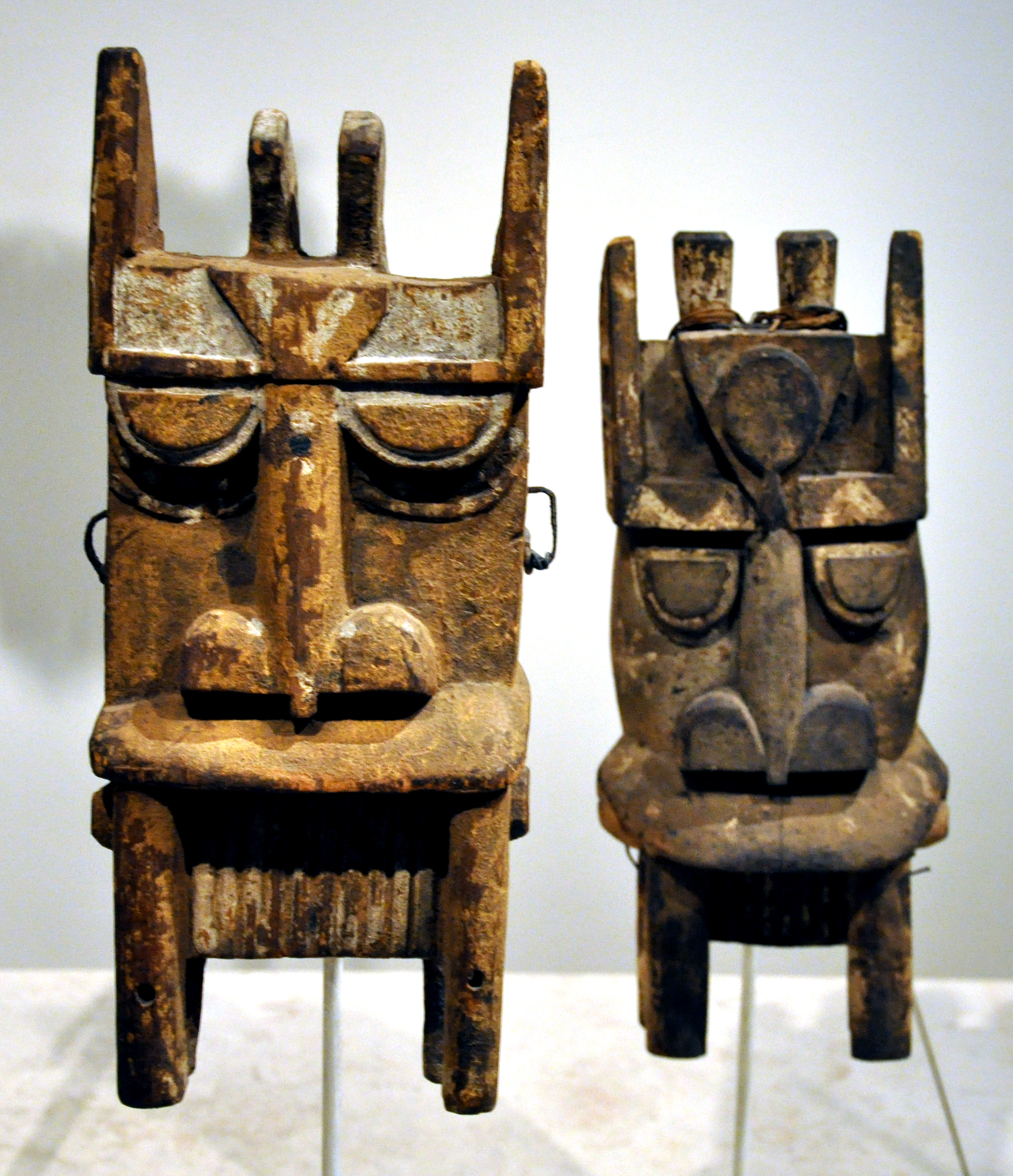
하마 얼굴을 묘사한 이조족 전통 공예가면

이집트 신화에서 세트는 호루스와 이집트 땅의 패권을 놓고 싸울 때 커다랗고 붉은 하마의 모습을 취해 싸우지만 패배한다. 또, 하마 머리를 한 임신부의 모습을 한 여신 타와레트는 무궁한 모성의 여신으로 여겨진다. 기독교 문화에서도 구약성서의 욥기 40:15-24에서 언급되는 괴수 베헤모스의 모태가 하마로 강력히 추측된다.
나이저강 삼각주의 토착민인 이조족은 하마와 같은 수서동물들의 가면을 쓰고 물의 정령을 숭앙하는 의식에 참석했다. 또, 요루바족 사회에서 하마의 상아는 점복의 주구(呪具)로서 사용되었다. 체와족 역시 하마 가면을 냐우라는 장례식에서 사용했다.:120 로버트 베이든파월 남작에 의하면, 줄루족은 전쟁 노래에서 전사들을 하마에 빗대고는 한다고 하였다.
하마는 다양한 아프리카 민족 구전설화에서 모습을 비춘다. 산족의 설화 가운데 하나에서는 하마가 물에서 살게 된 내력을 설명한다. 조물주가 동물들에게 저마다 생태계에서의 역할을 정해줄 때, 하마는 물에서 살고 싶어했지만 조물주는 하마가 물고기를 다 먹어치울 것을 우려해 허락하지 않았다. 빌고 빈 끝에 하마는 물고기 대신 풀을 먹을 것과, 식사를 하고 난 후 똥을 흩뿌려 물고기 뼈가 있는지 확인할 것을 조건으로 물 속에서 살 수 있게 되었다는 이야기이다. 또한, 은데벨레족 설화에서는 하마가 원래 길고 아름다운 털을 갖고 있었던 것으로 얘기한다. 하지만 그를 질시한 토끼 때문에 불이 붙어 버렸고, 근처 연못으로 뛰어들어 불은 껐지만 아름다운 털을 잃어버려 물에서 나오지 않게 되었다고 얘기하고 있다.

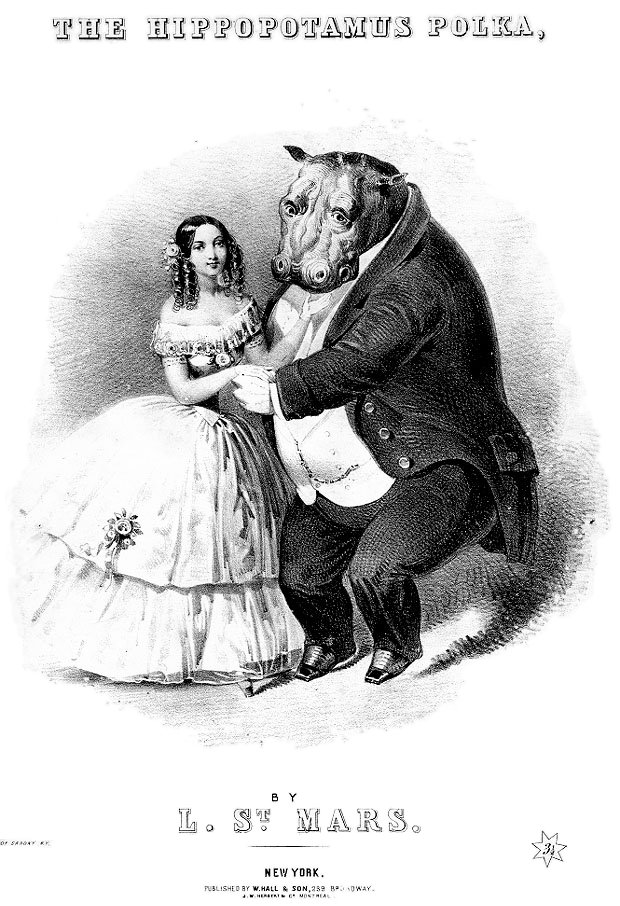
"하마 폴카" 포스터

하마는 르네상스와 바로크 시대에서는 마땅한 표본이 부족했던 탓에 유럽인들한테는 생소한 동물이었다. 예외적으로 페테르 파울 루벤스의 회화 《하마와 악어 사냥》(1615-1616)에서는 하마의 모습이 묘사되어 있다.:122–123
런던 동물원에 오바쉬가 들어오고 유행가 "하마 폴카"가 유행한 이후로 하마는 우스꽝스런 생김새로 인지도를 얻어 서구 문화에서도 유명한 동물이 되었다. 디즈니에서 제작한 애니메이션 영화 《환타지아》에서는 라 조콘다의 선율을 따라 발레를 추는 하마 발레리나가 등장했다. 탄자니아에서 제작한 또다른 애니메이션 영화 《하마 휴고》는 죽을 위기에서 탈출해 어린이들을 도우려는 주인공 하마를 그린다. 또한 드림웍스의 《마다가스카》에서는 주연 가운데 하나로 글로리아라는 하마 캐릭터가 등장한다.:128–129